# Biserica reformată din Boteni

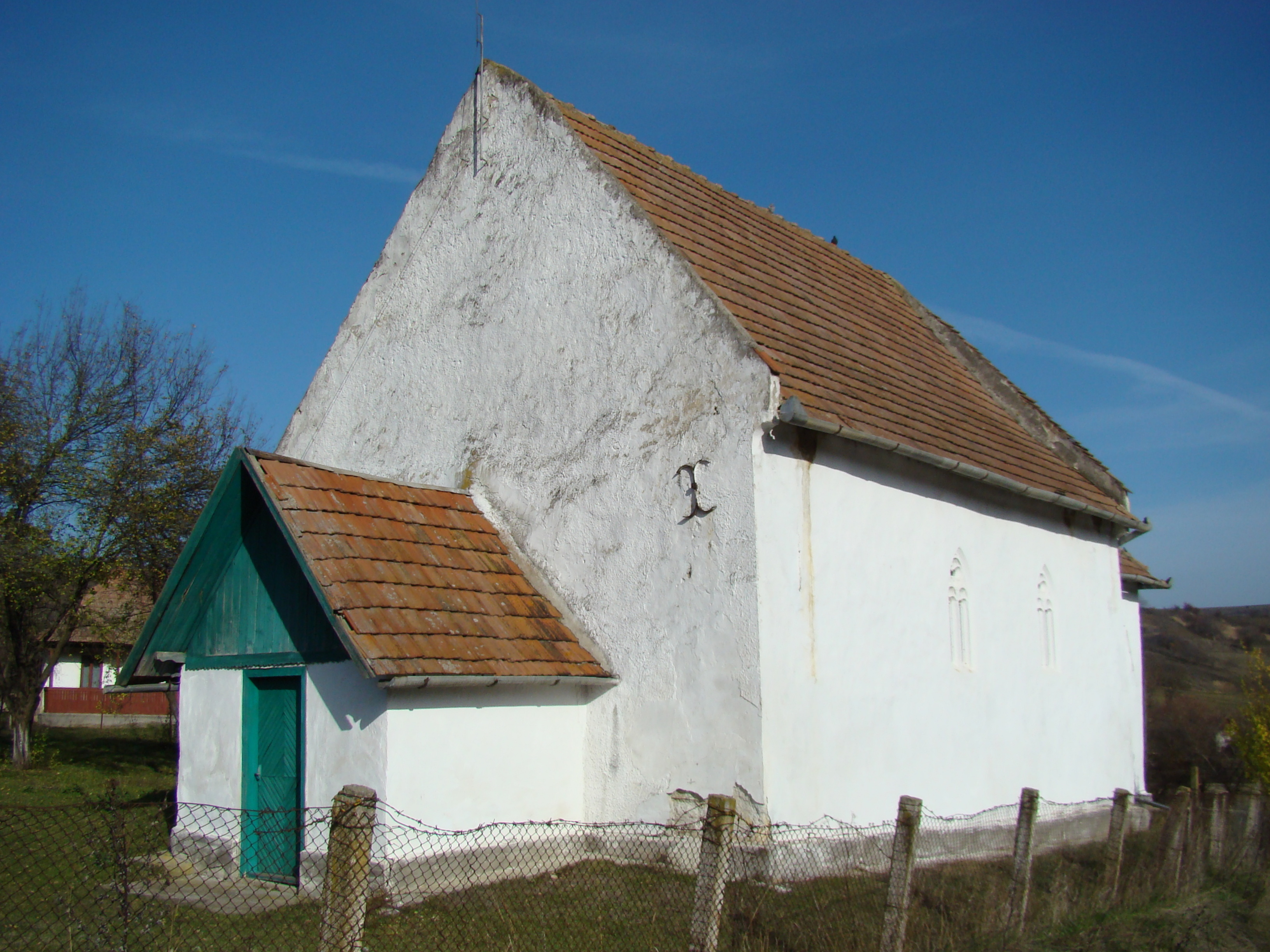
Biserica reformată din Boteni, comuna Mociu, județul Cluj, foto: noiembrie 2012.

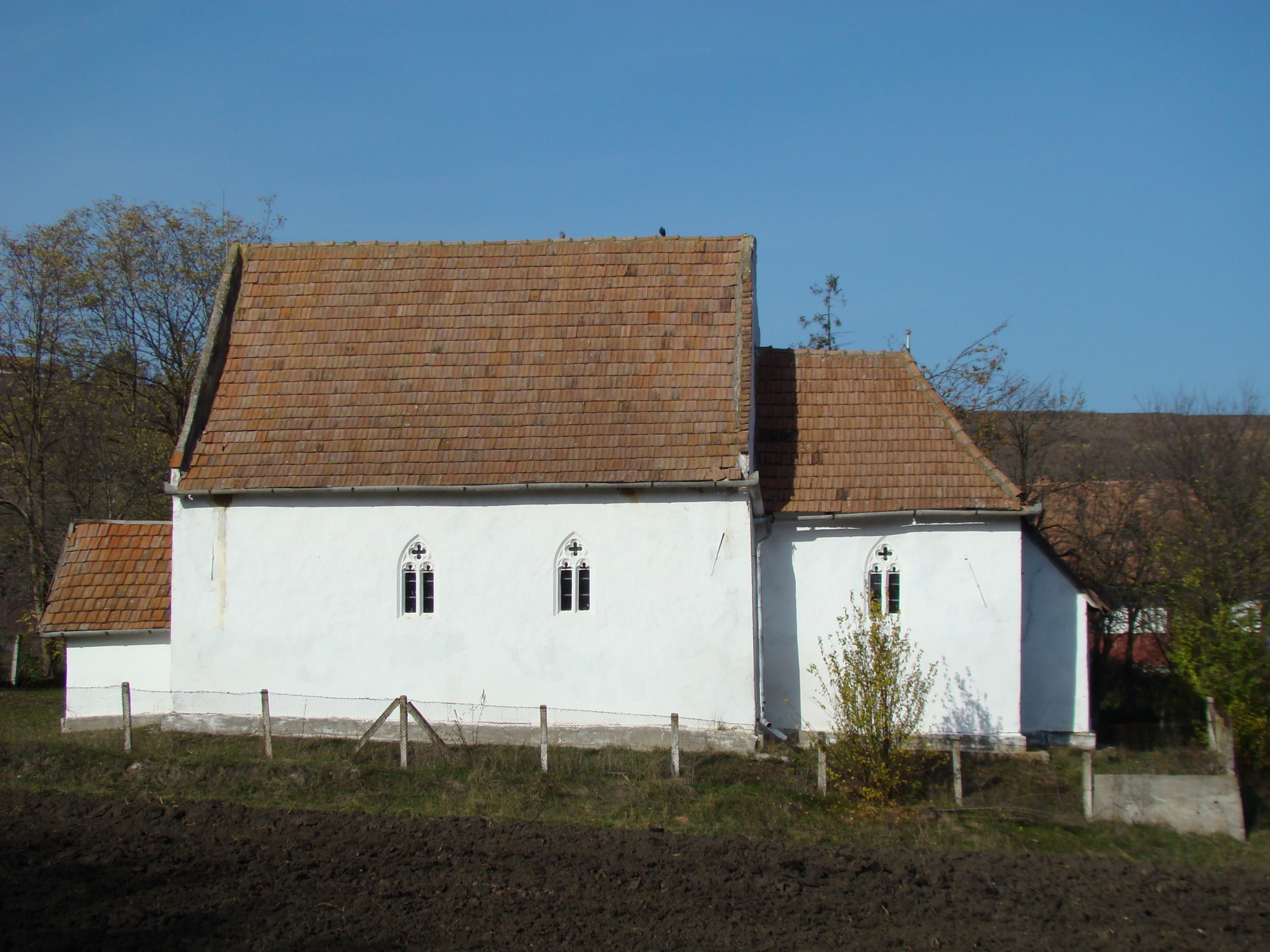
Biserica reformată din Boteni, comuna Mociu, județul Cluj, foto: noiembrie 2012.

Biserica reformată din Boteni, comuna Mociu, județul Cluj, datează din secolul XIII. Biserica se află pe noua listă a monumentelor istorice sub codul LMI:  CJ-II-m-B-07538.

## Localitatea
Boteni (în maghiară Botháza) este un sat în comuna Mociu din județul Cluj, Transilvania, România. Satul apare menționat în 1349 sub numele de Boothaza.

## Istoric și trăsături
Biserica reformată datează din secolul al XIII-lea. Are plan și sanctuar dreptunghiular. Sunt prezente modificări gotice (secolul XV) și elemente baroce (secolul al XVIII-lea). Biserica necesită lucrări de consolidare care depășesc posibilitățile celor 18 familii de reformați, majoritatea în vârstă.

## Imagini din exterior

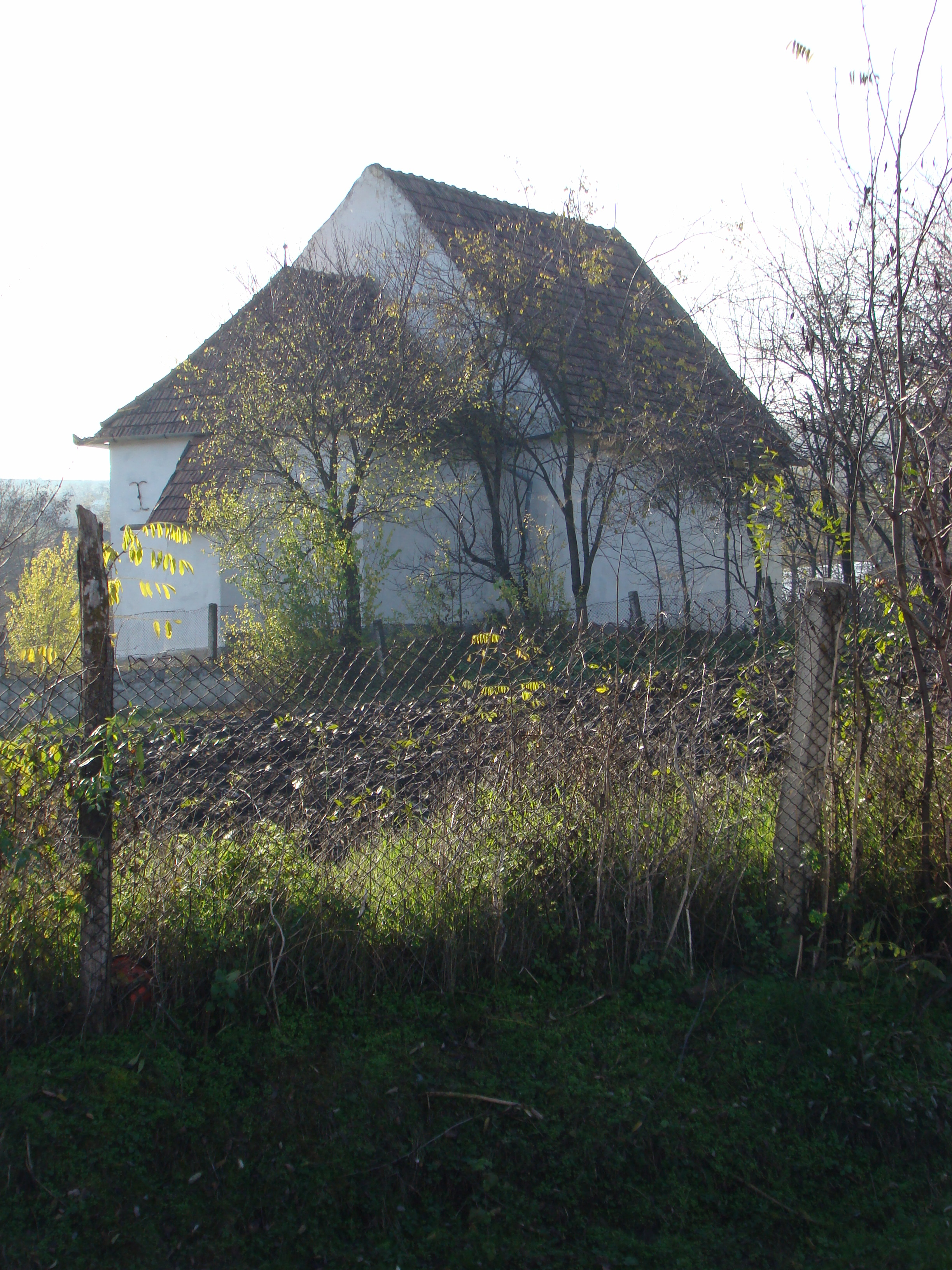
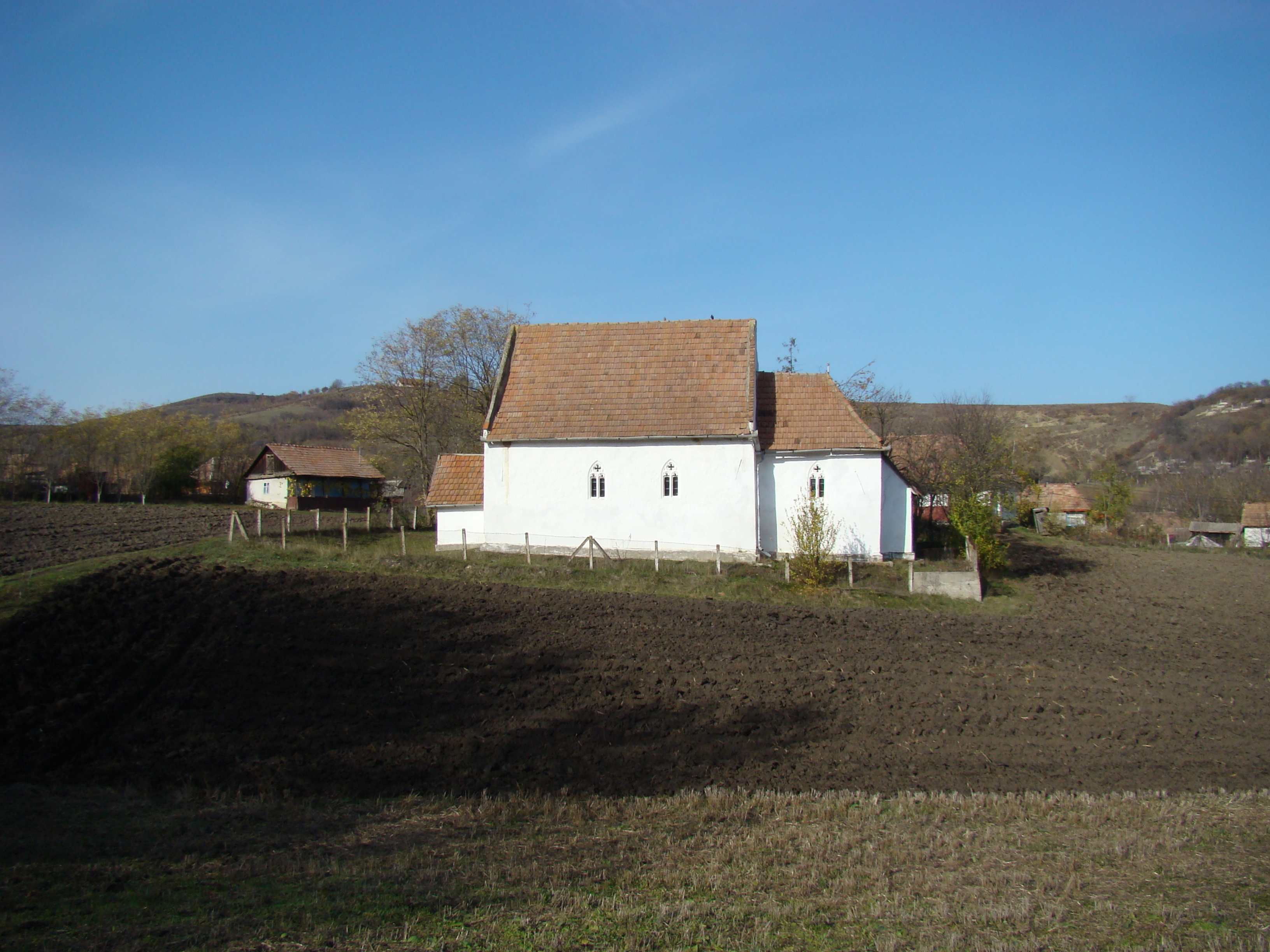
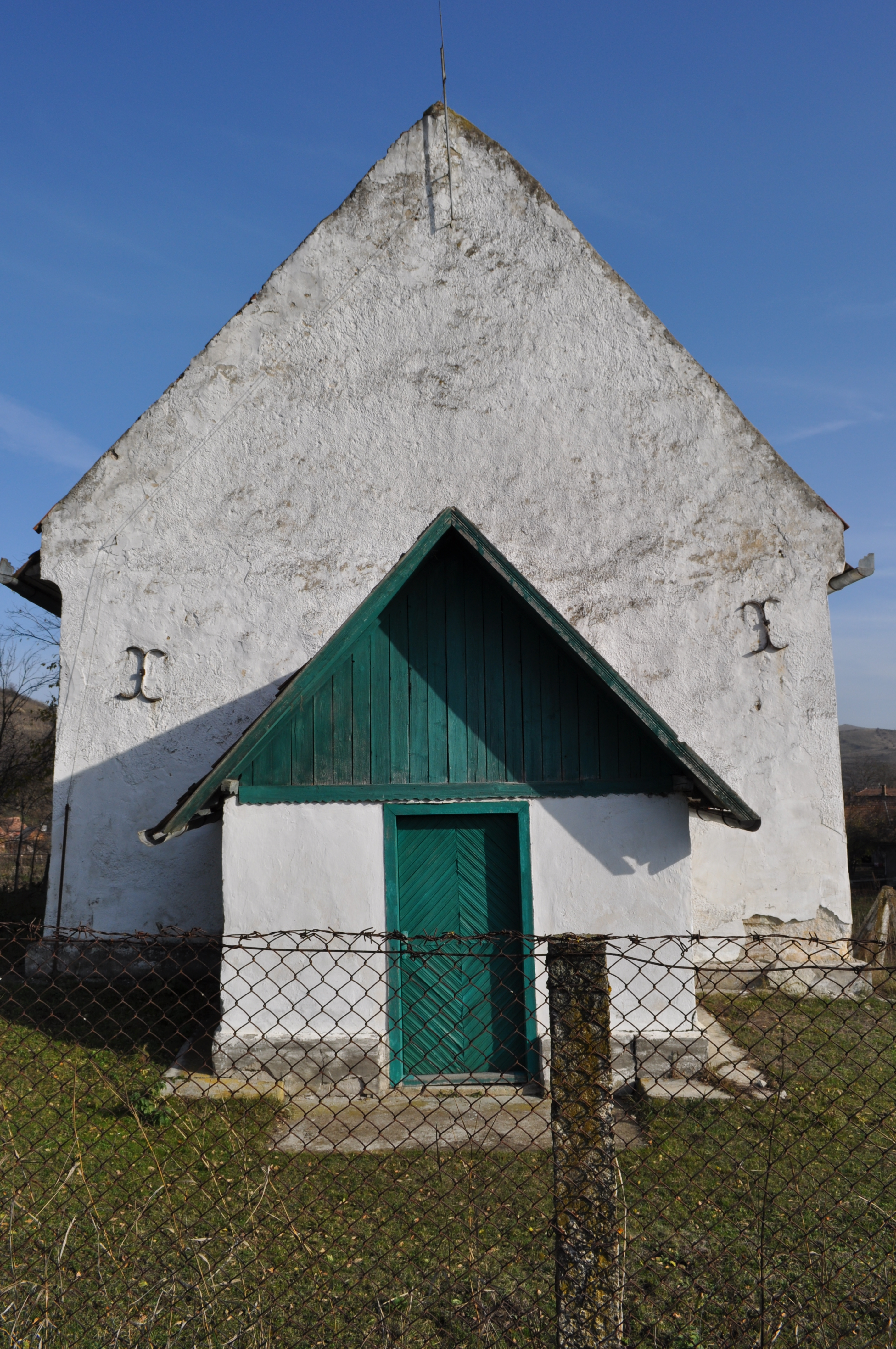
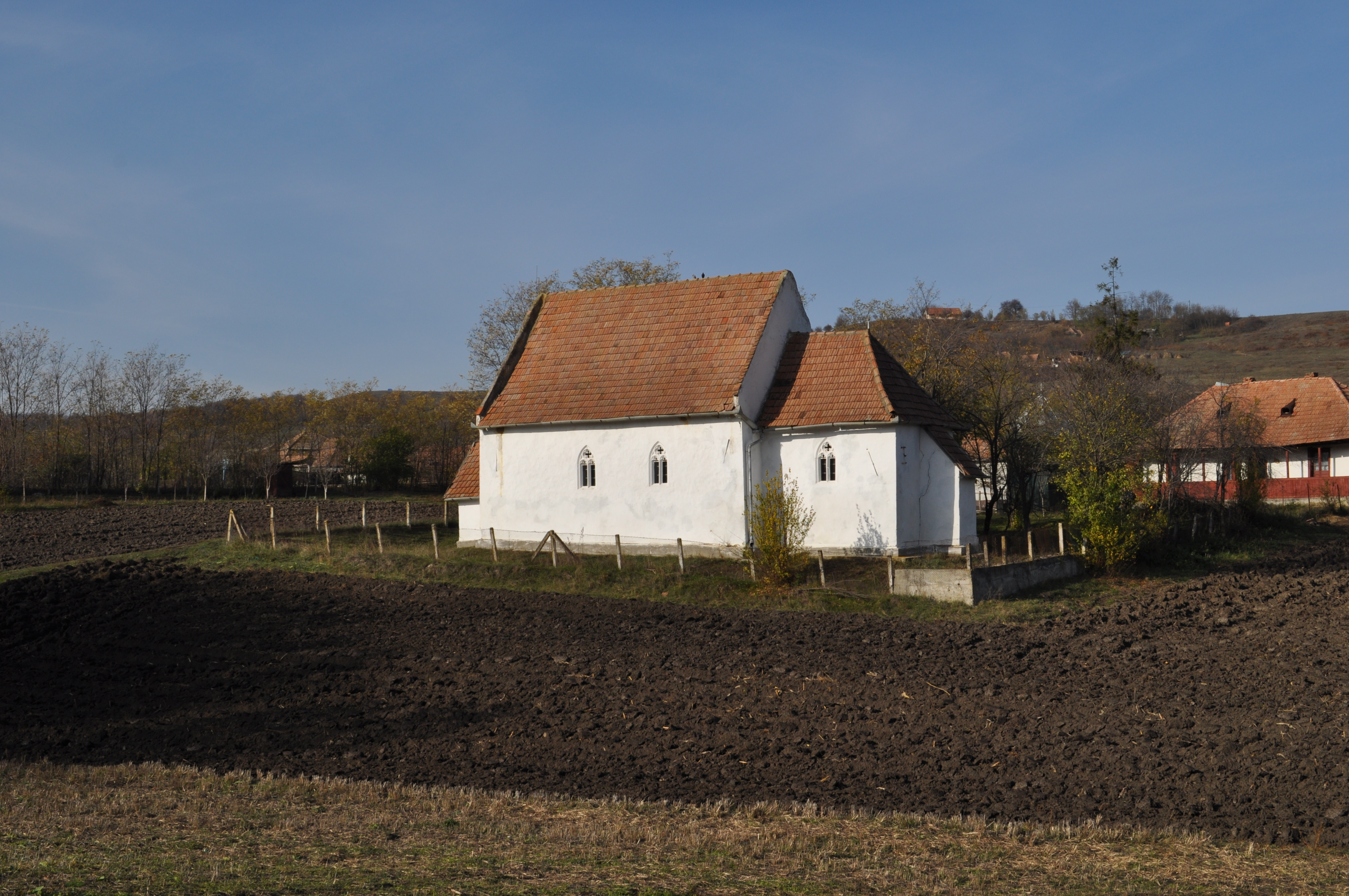
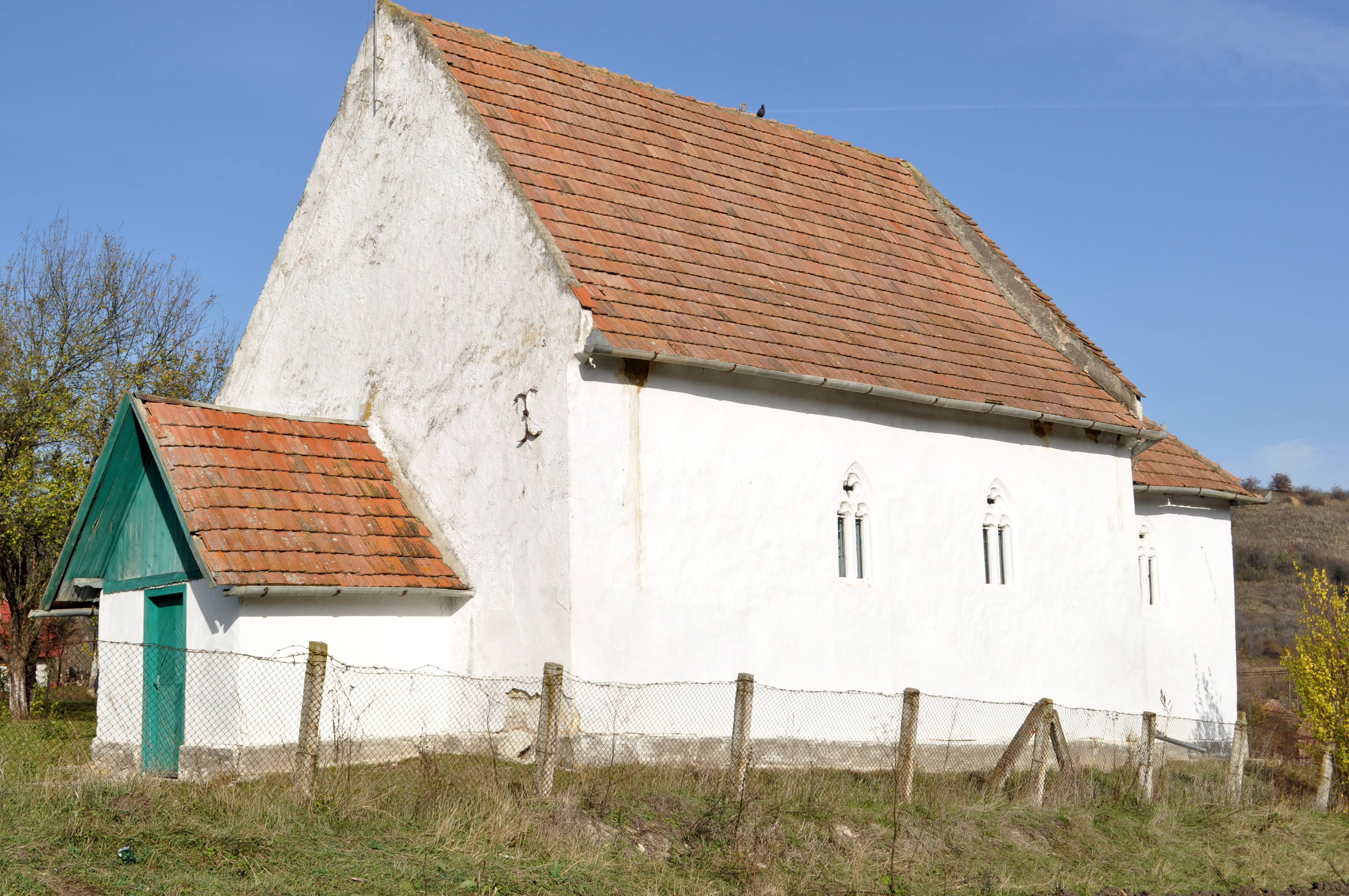
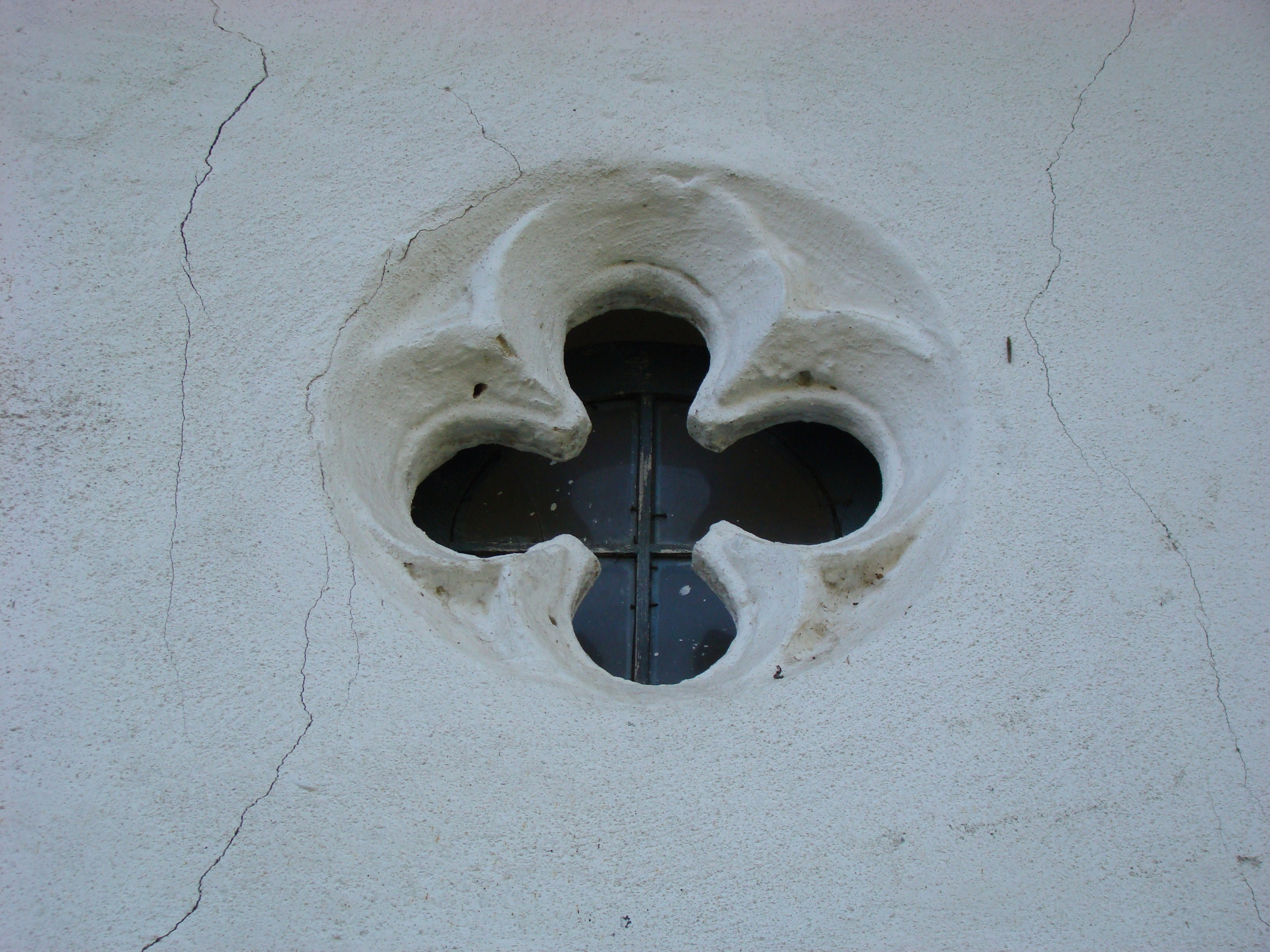
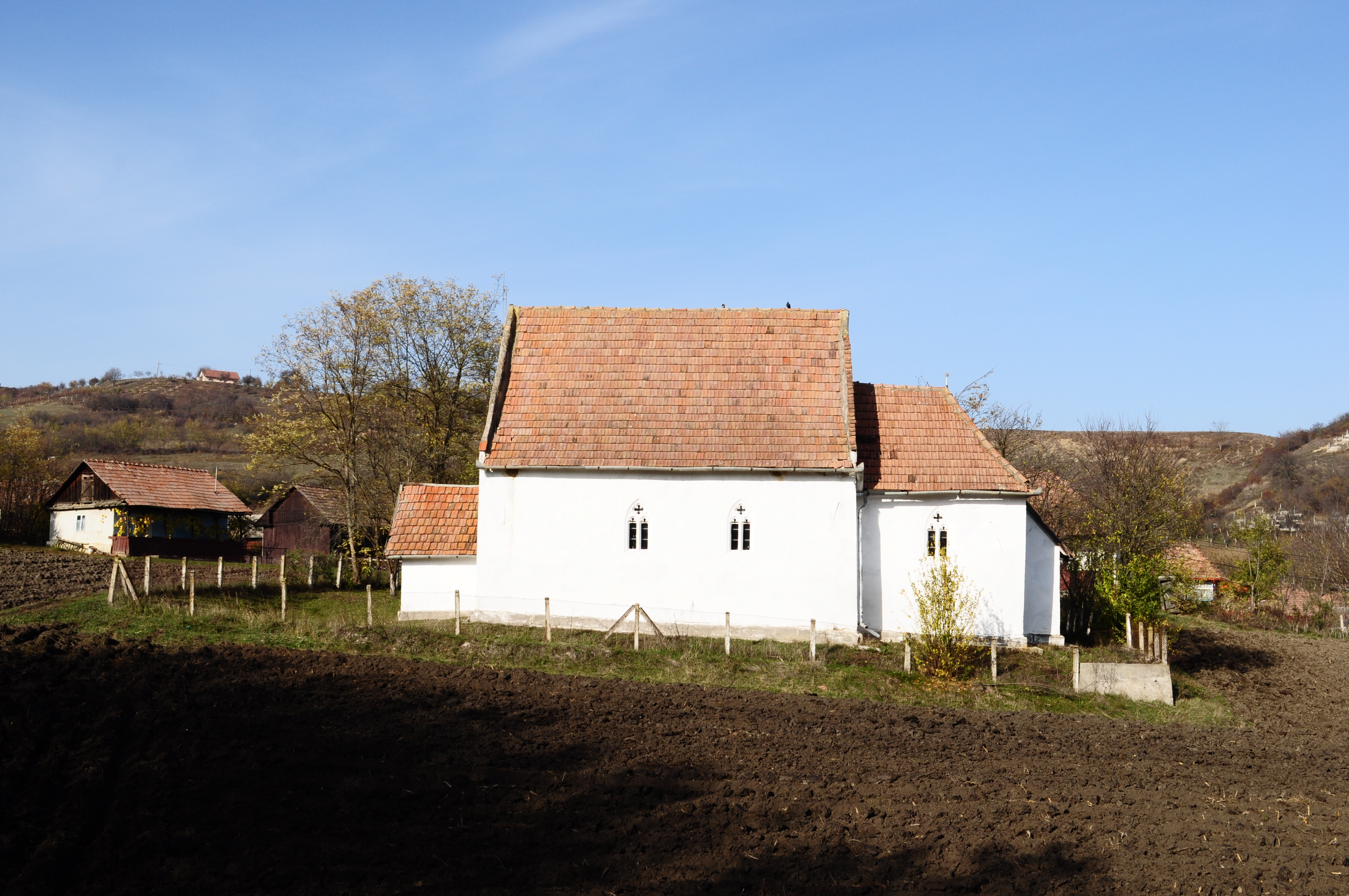
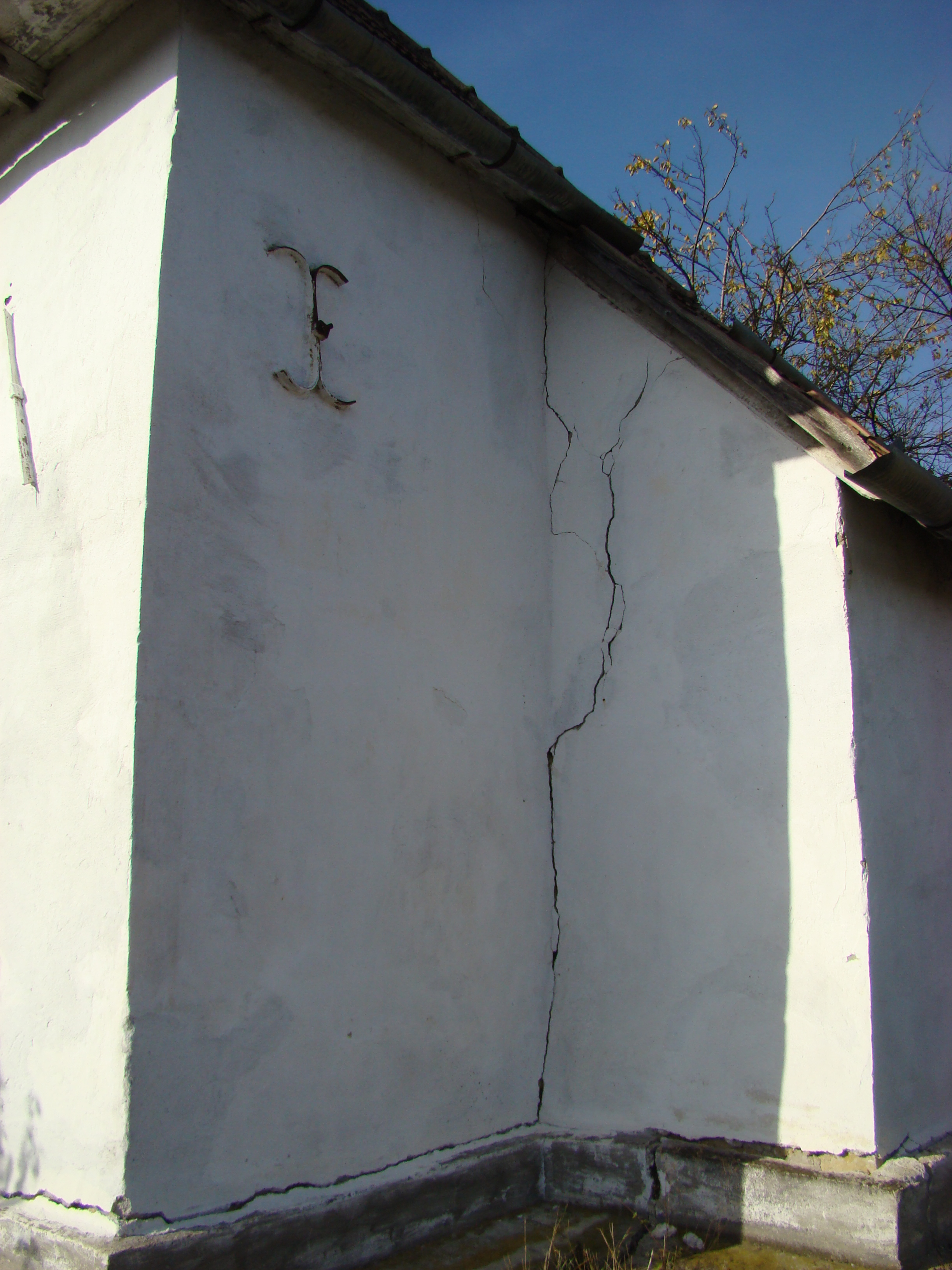
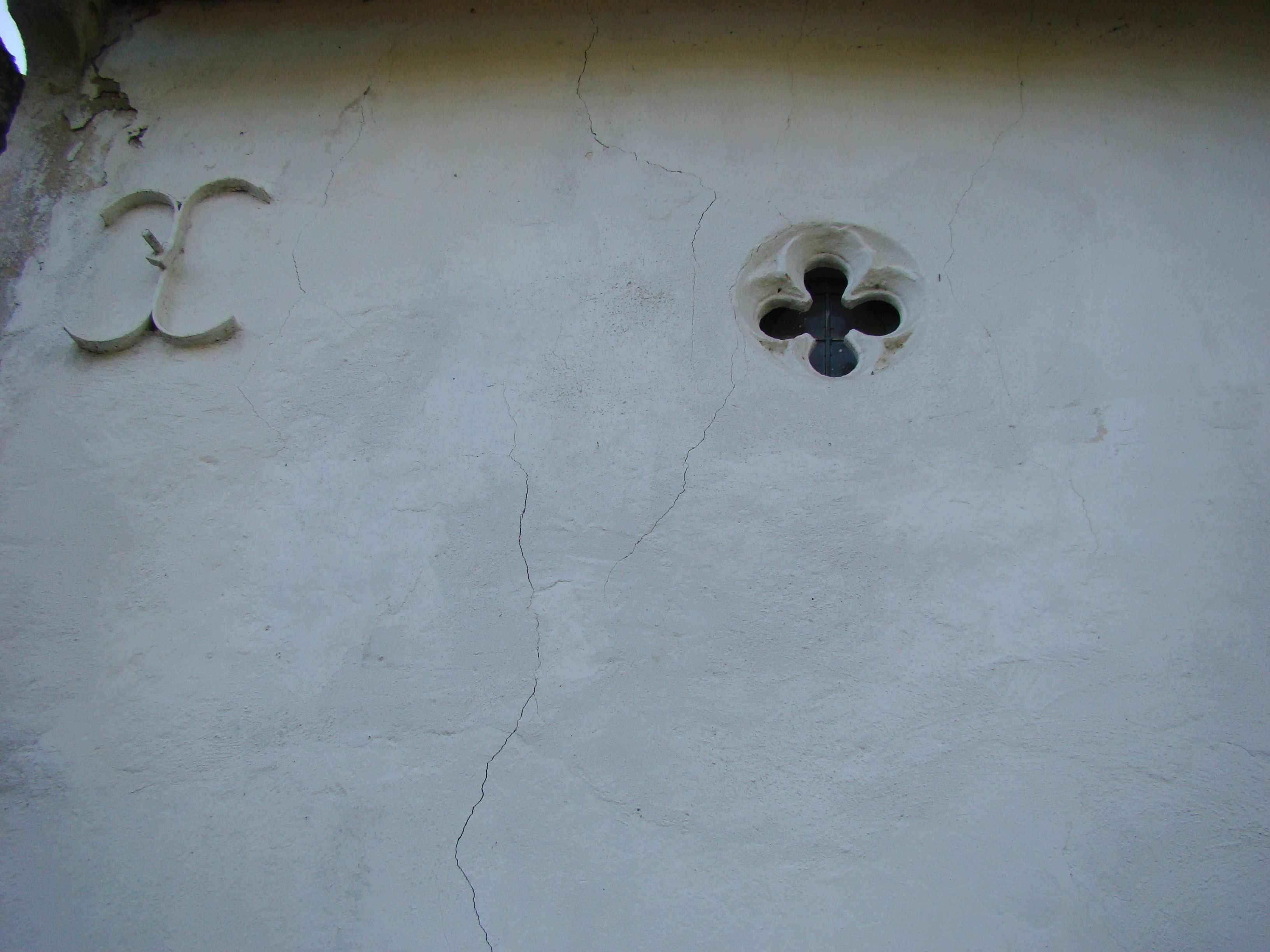
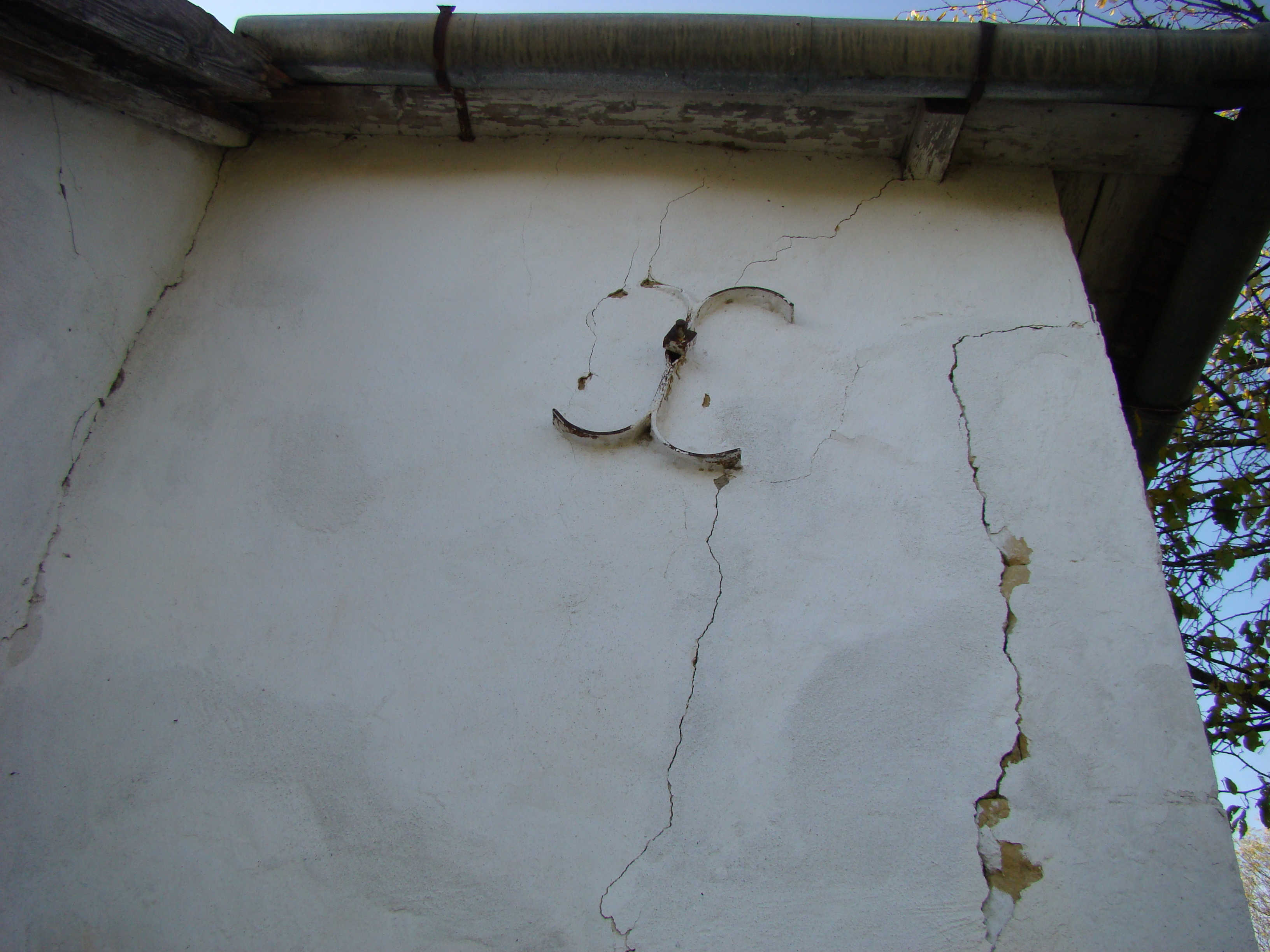
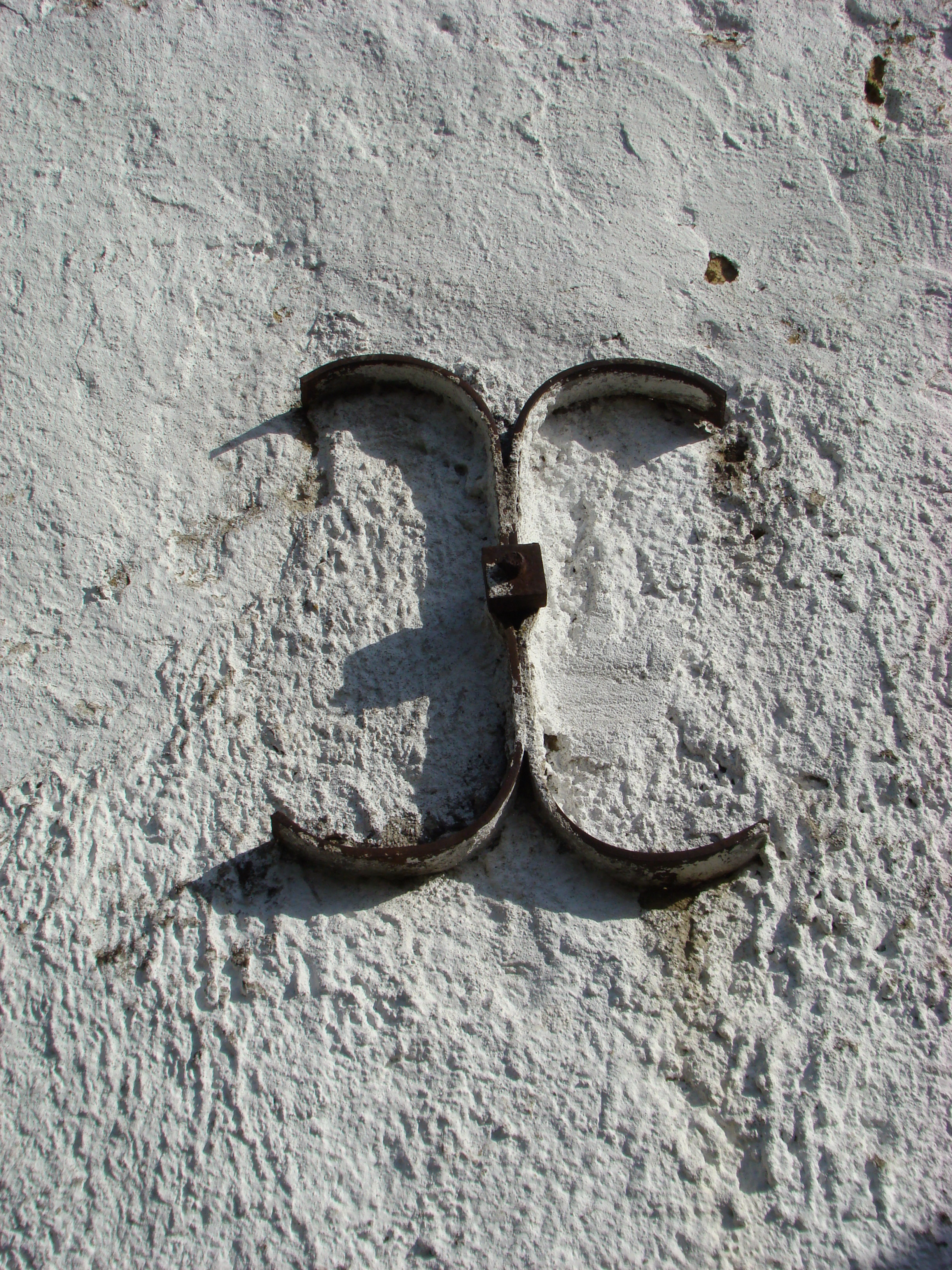
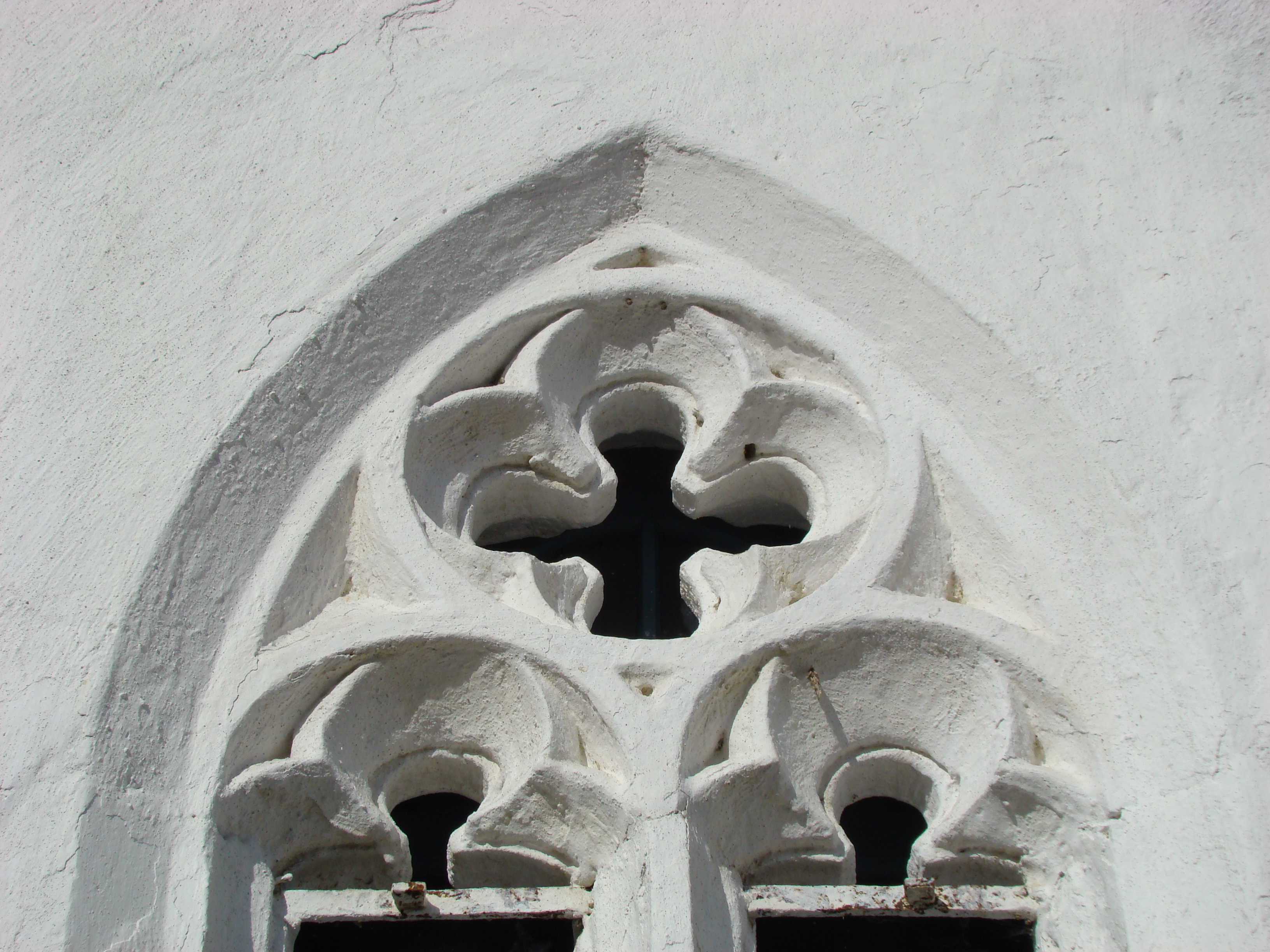
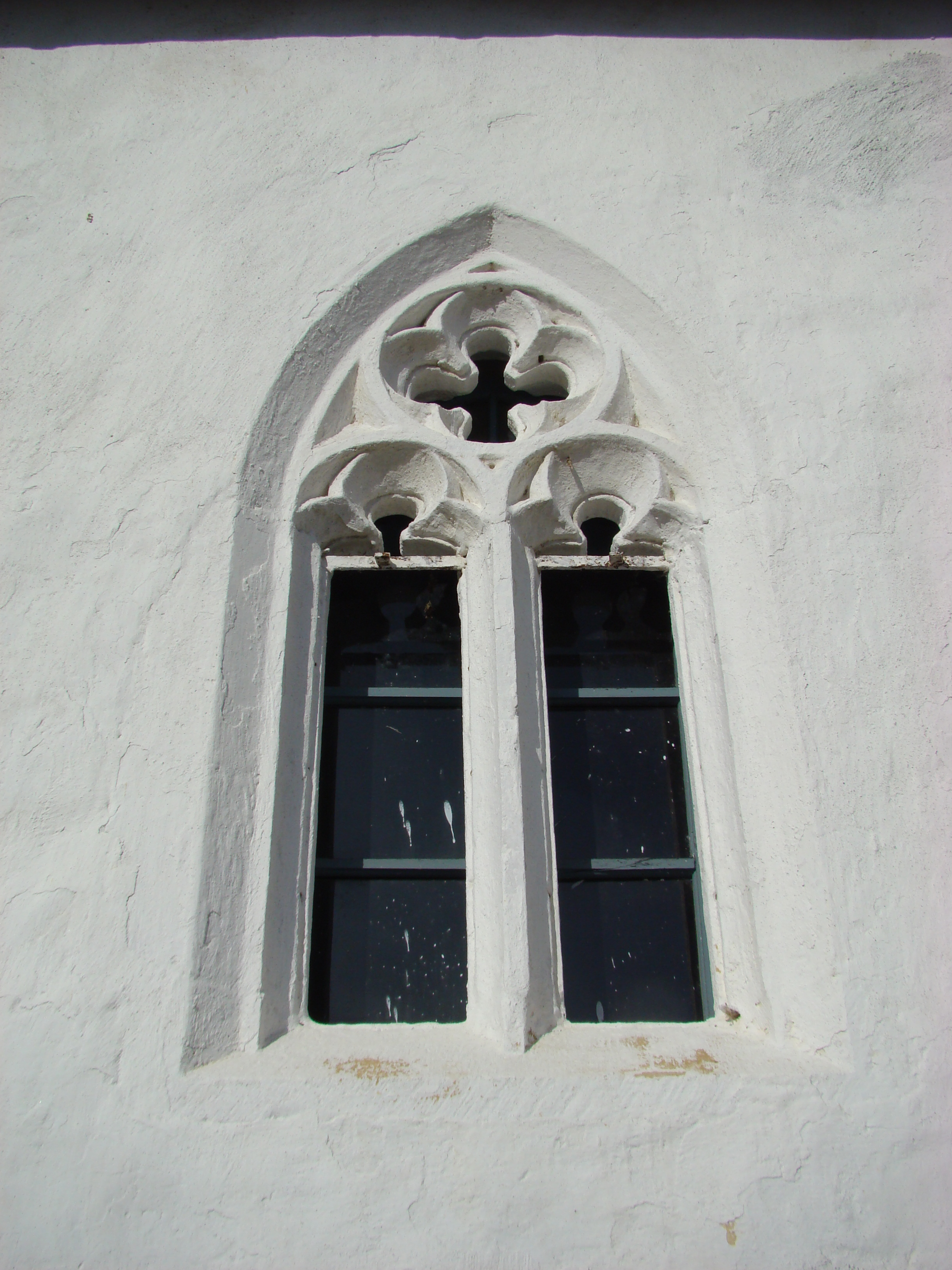
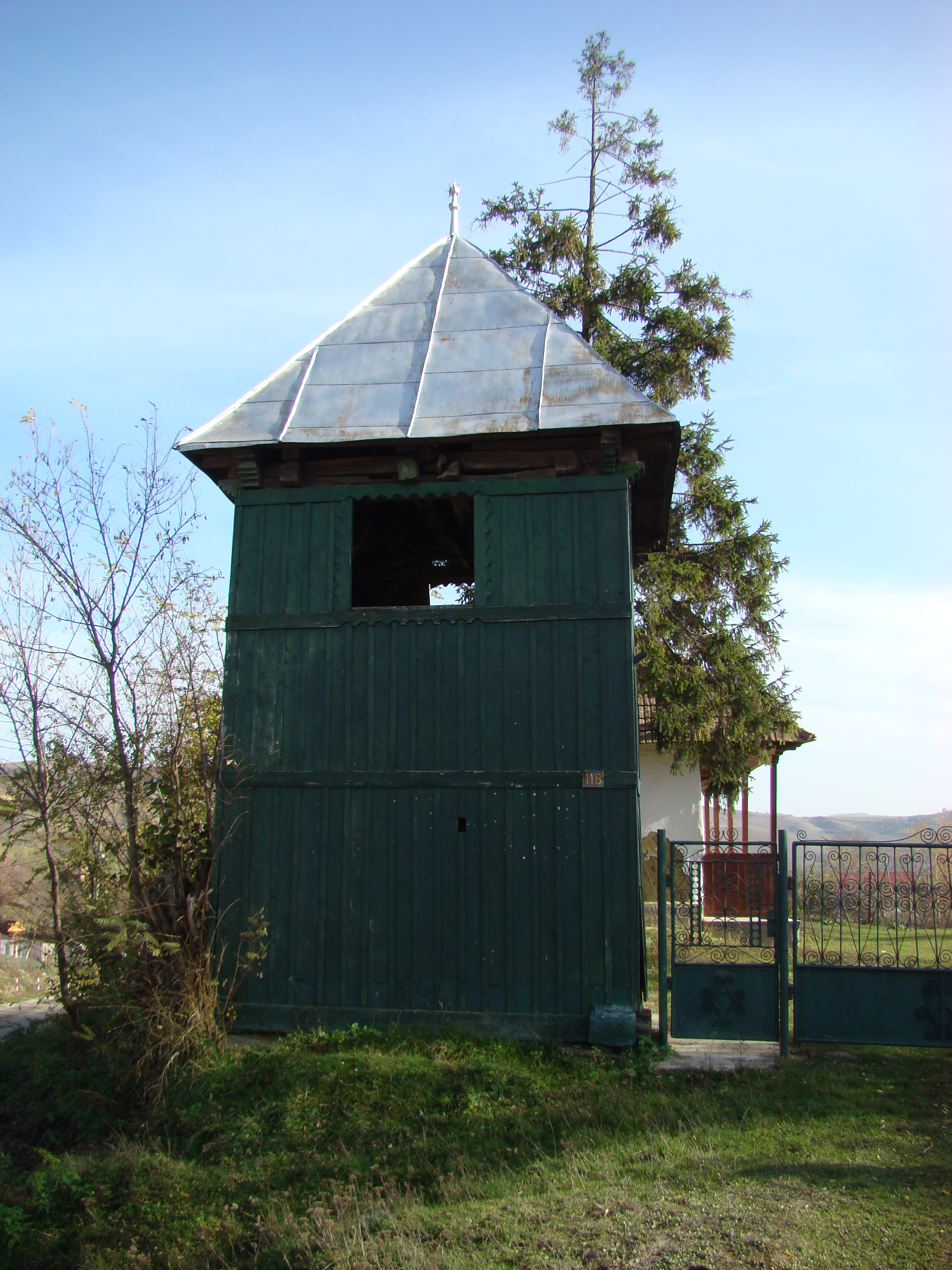
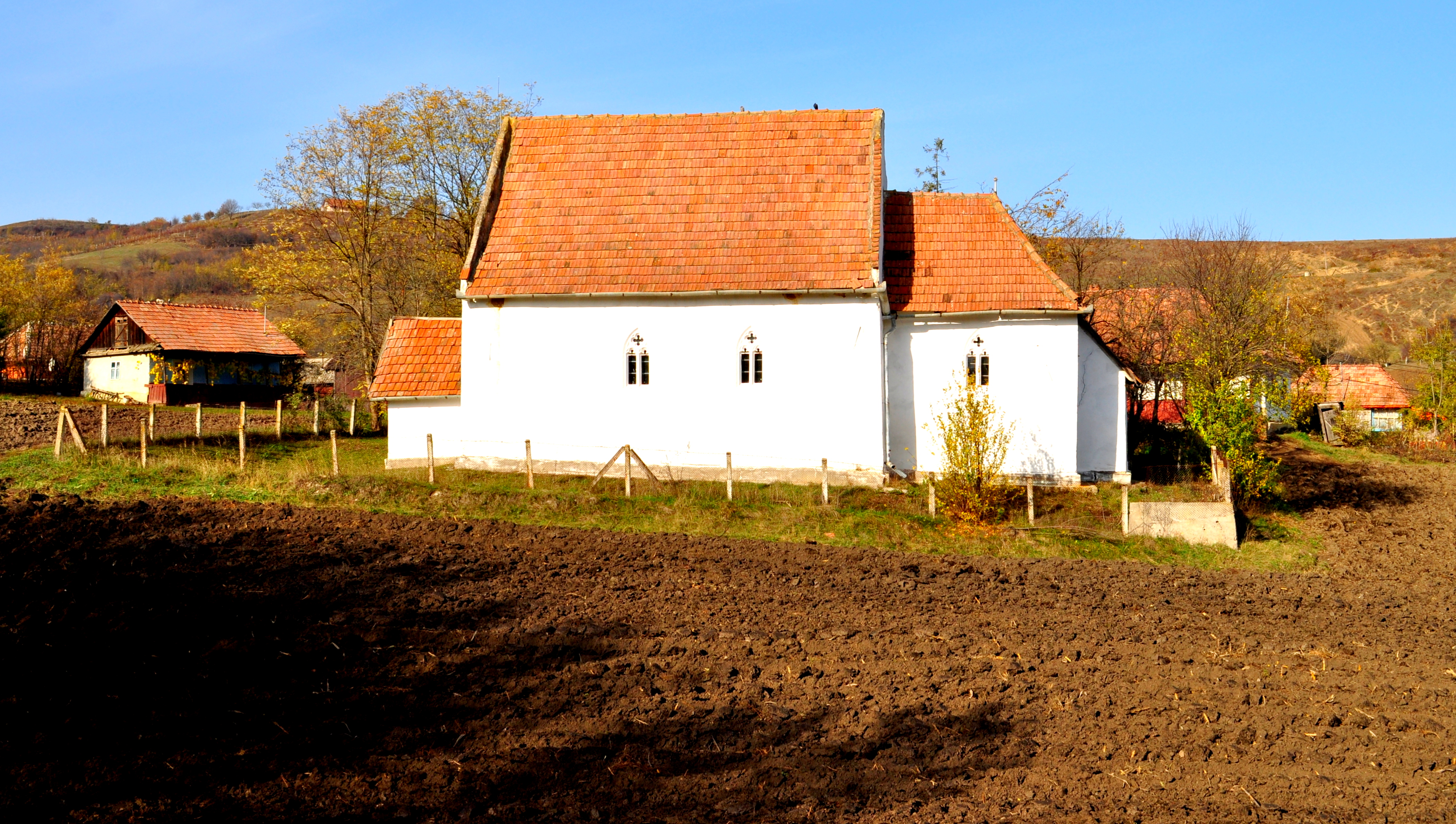

## Imagini din interior

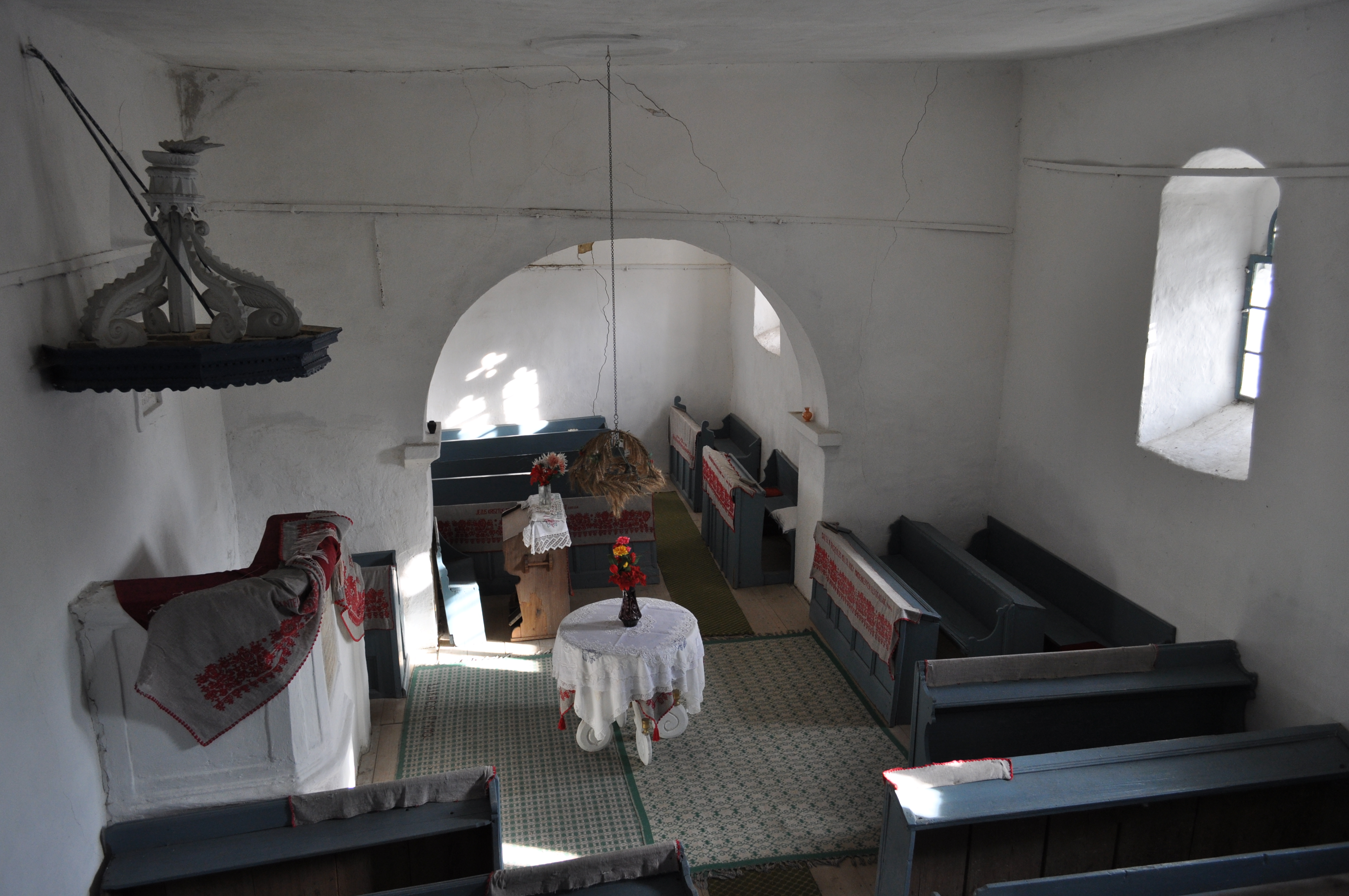
Interiorul navei
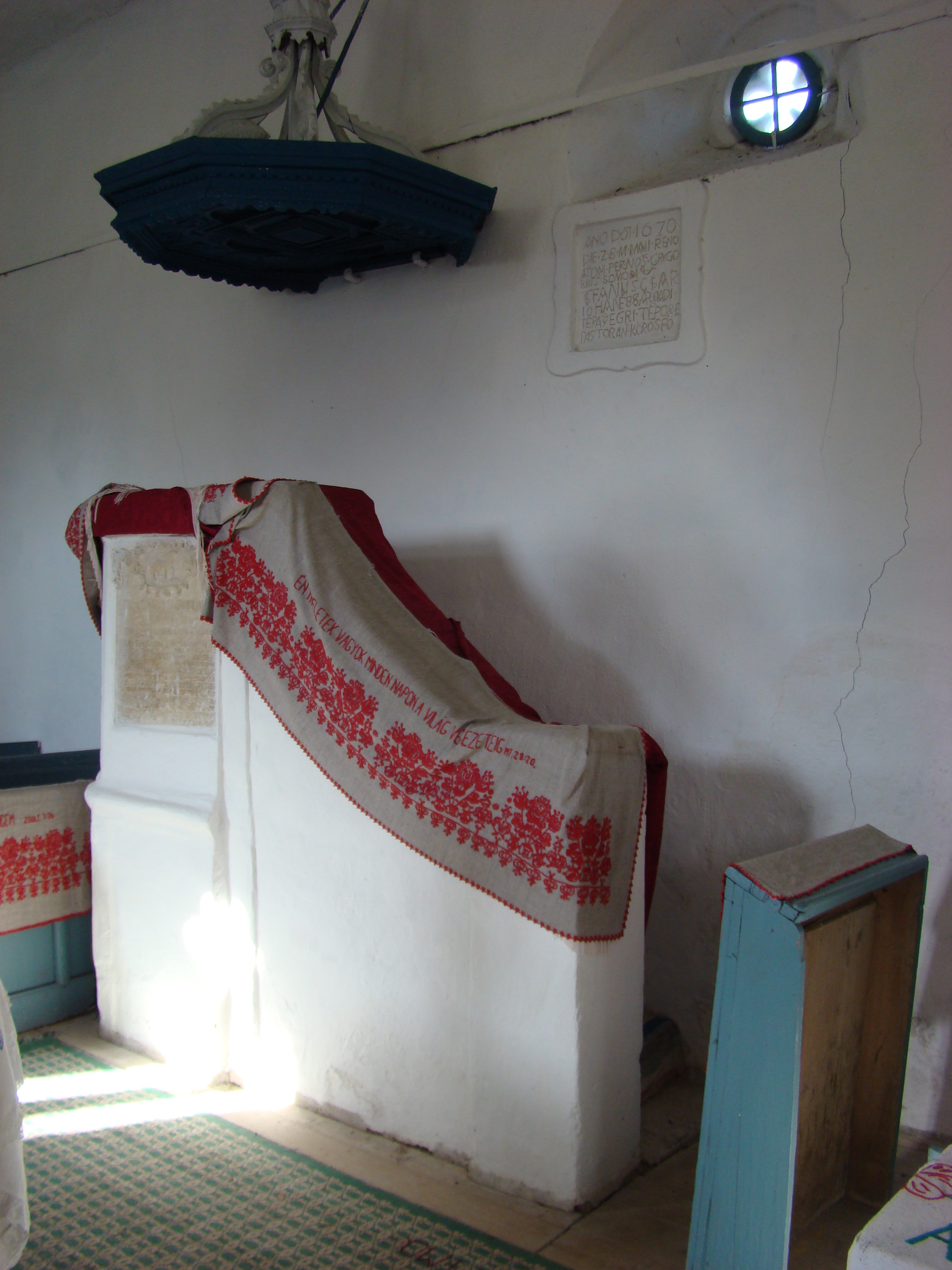
Amvonul
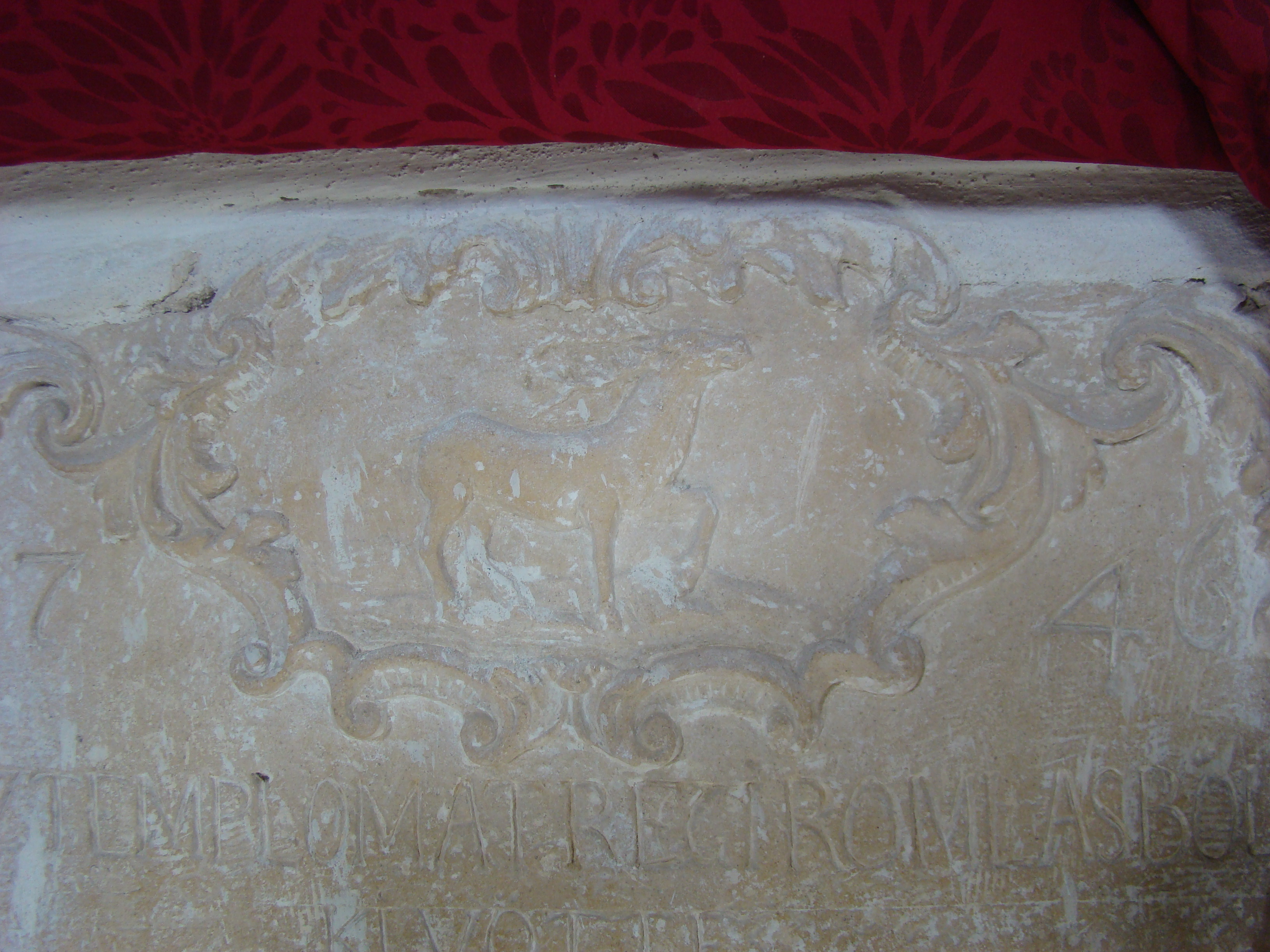
Blazon nobiliar
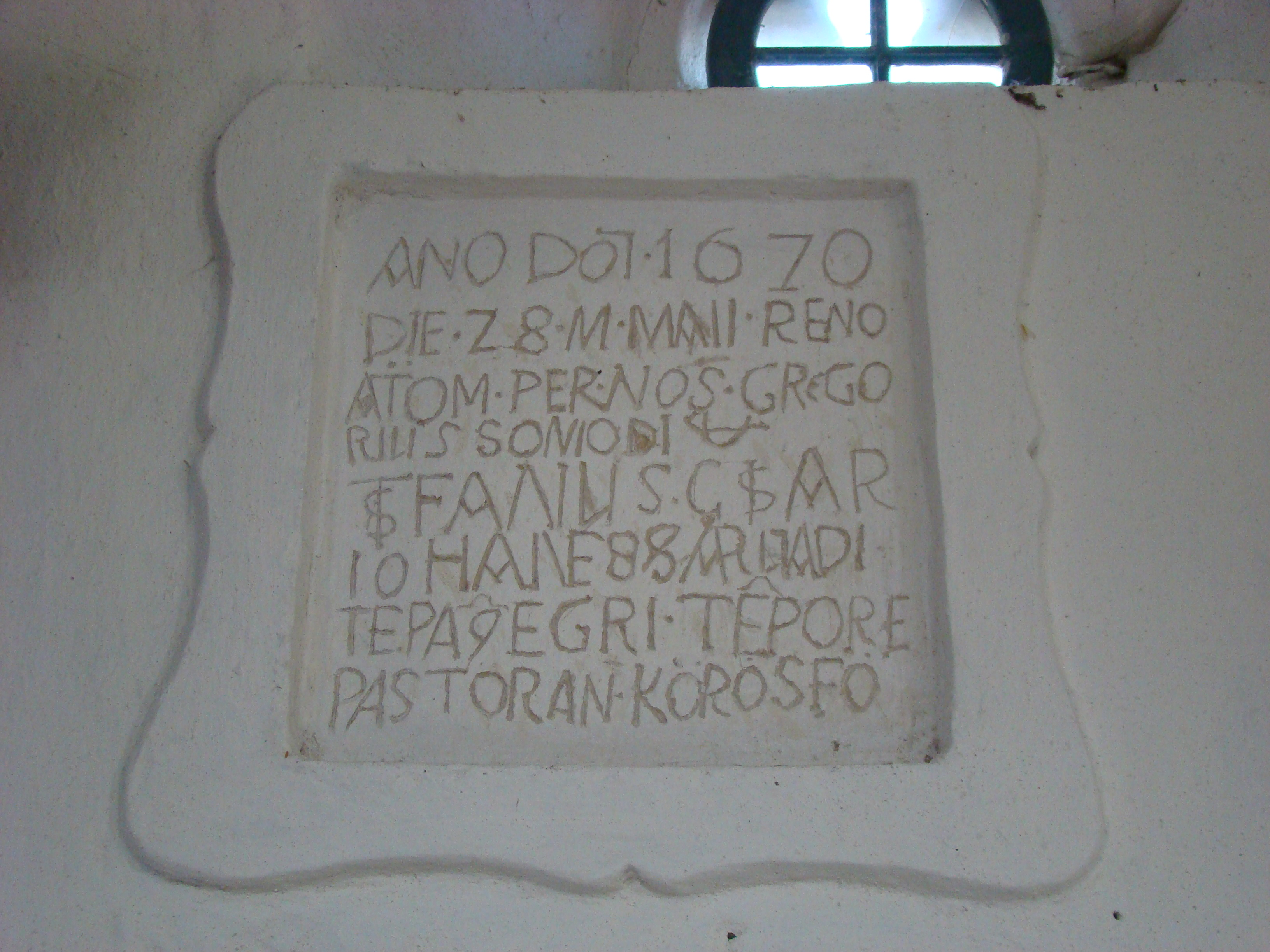
Inscripție
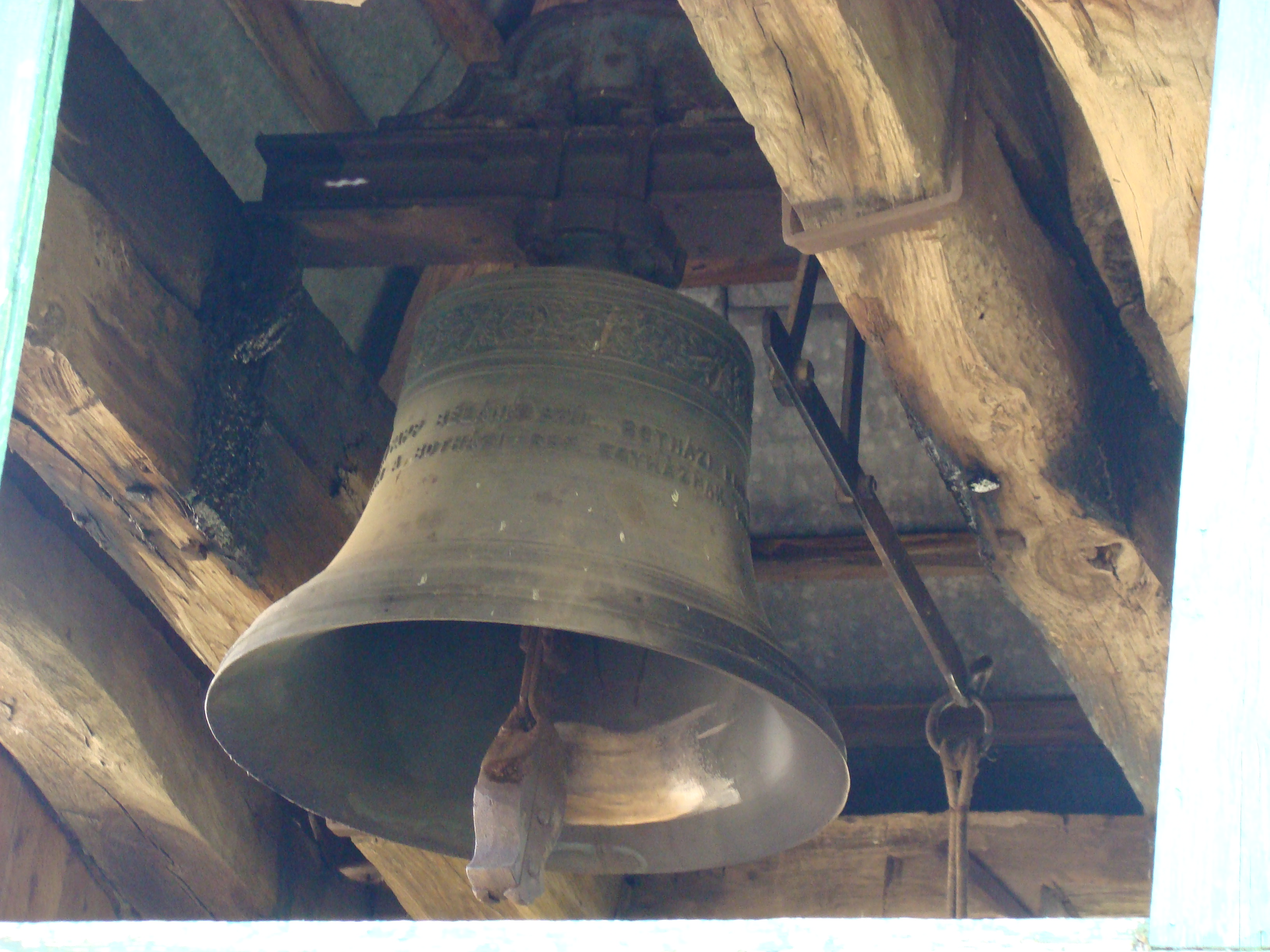
Unul dintre clopote
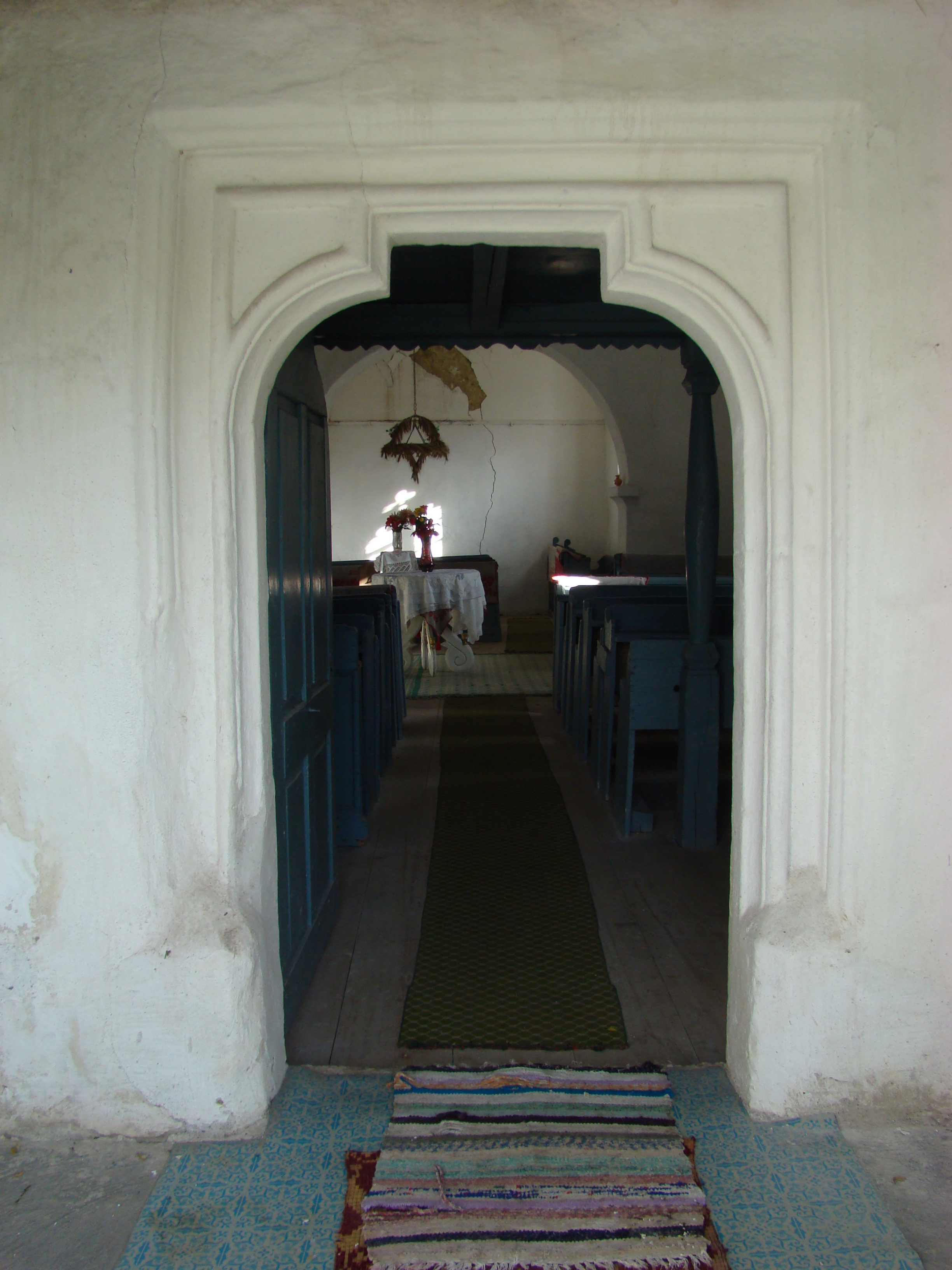
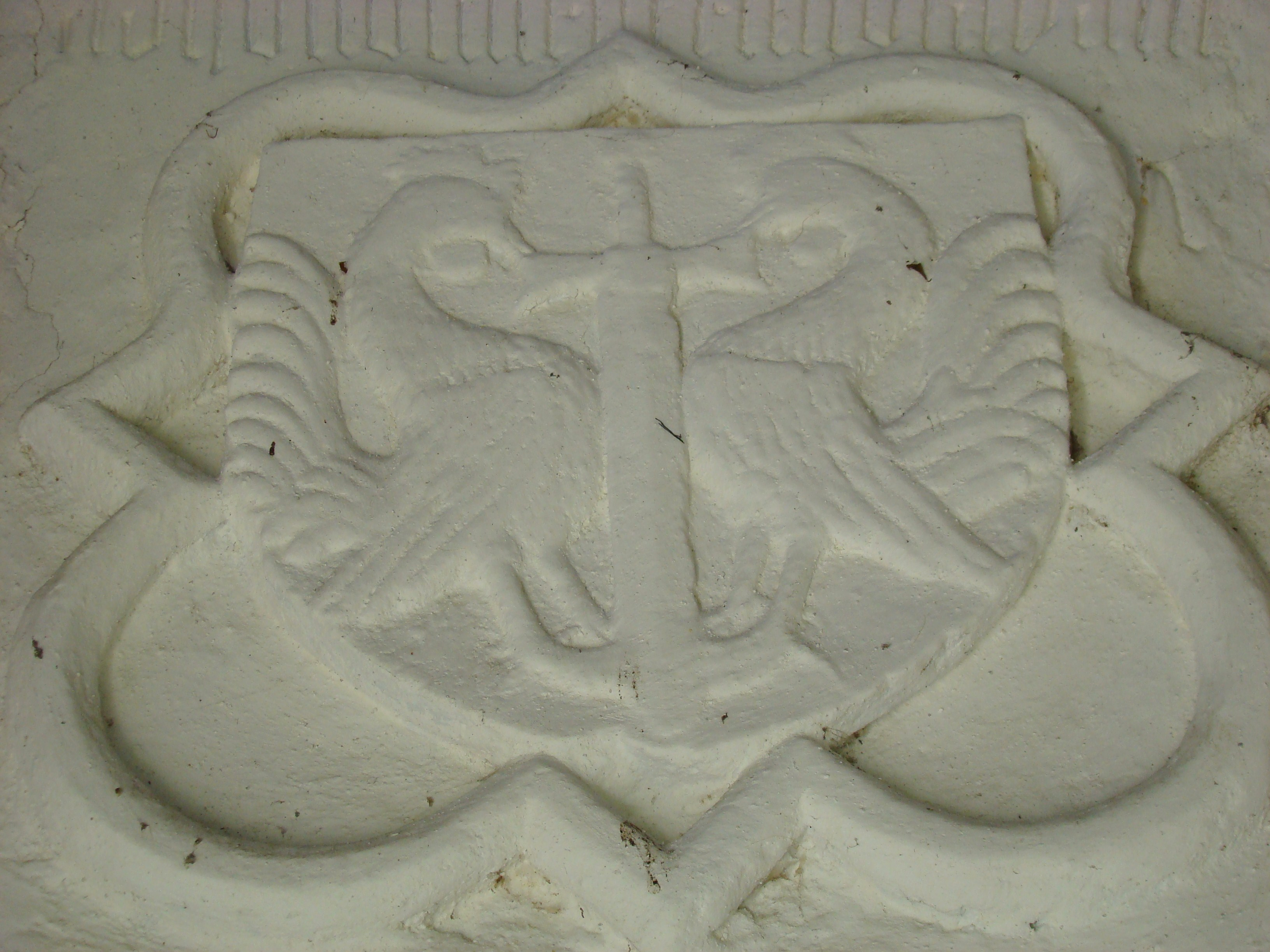
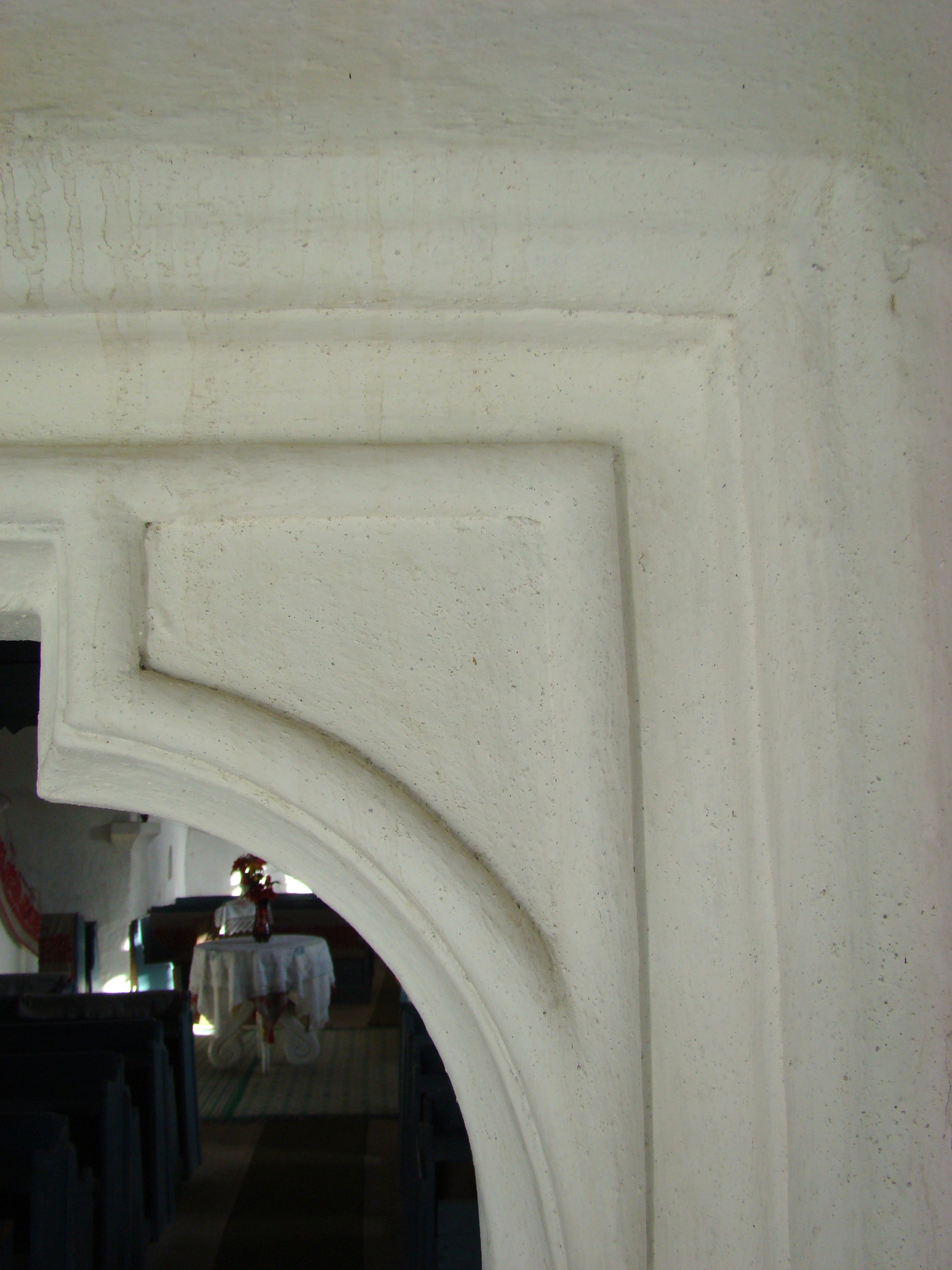
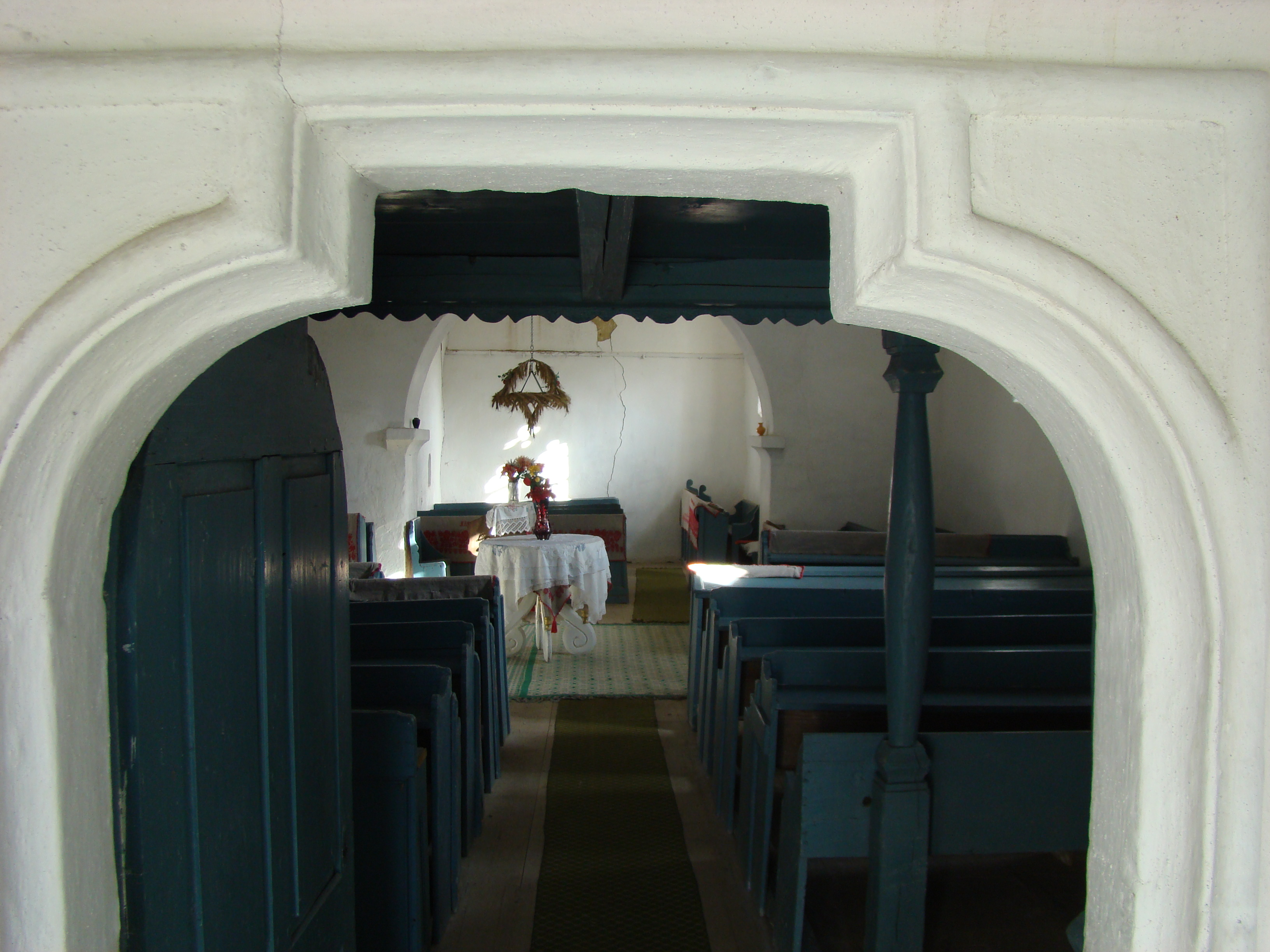
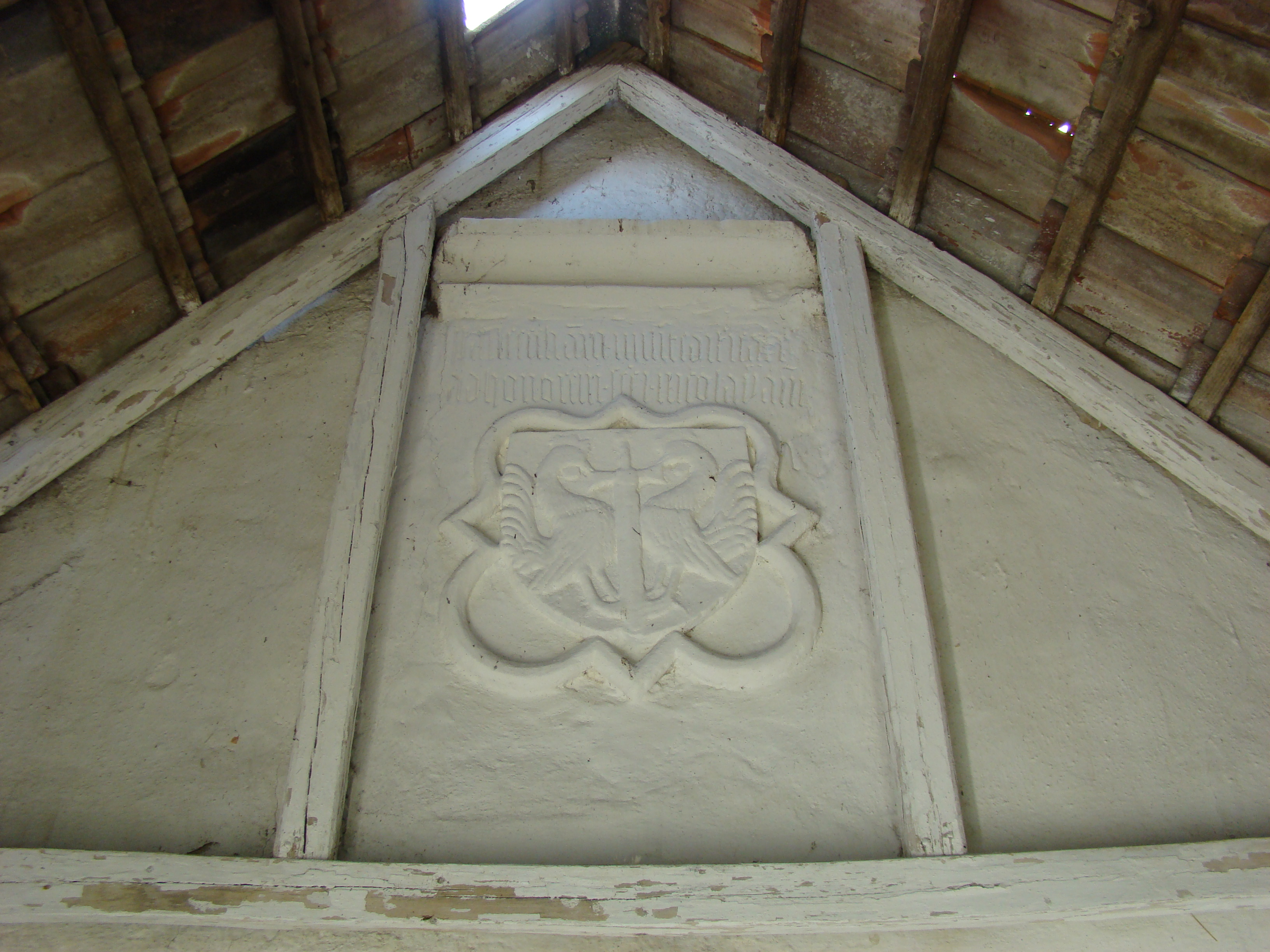
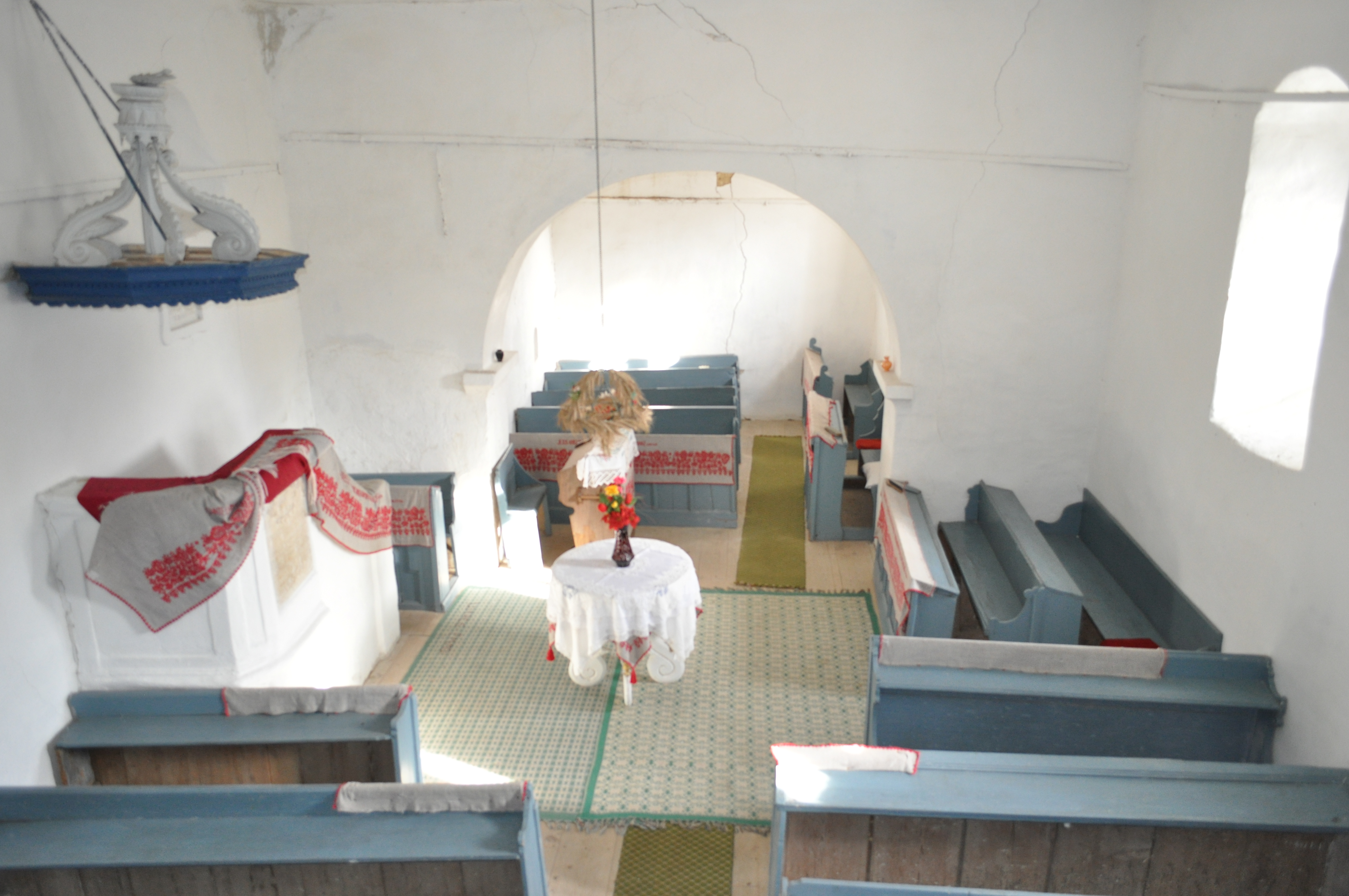
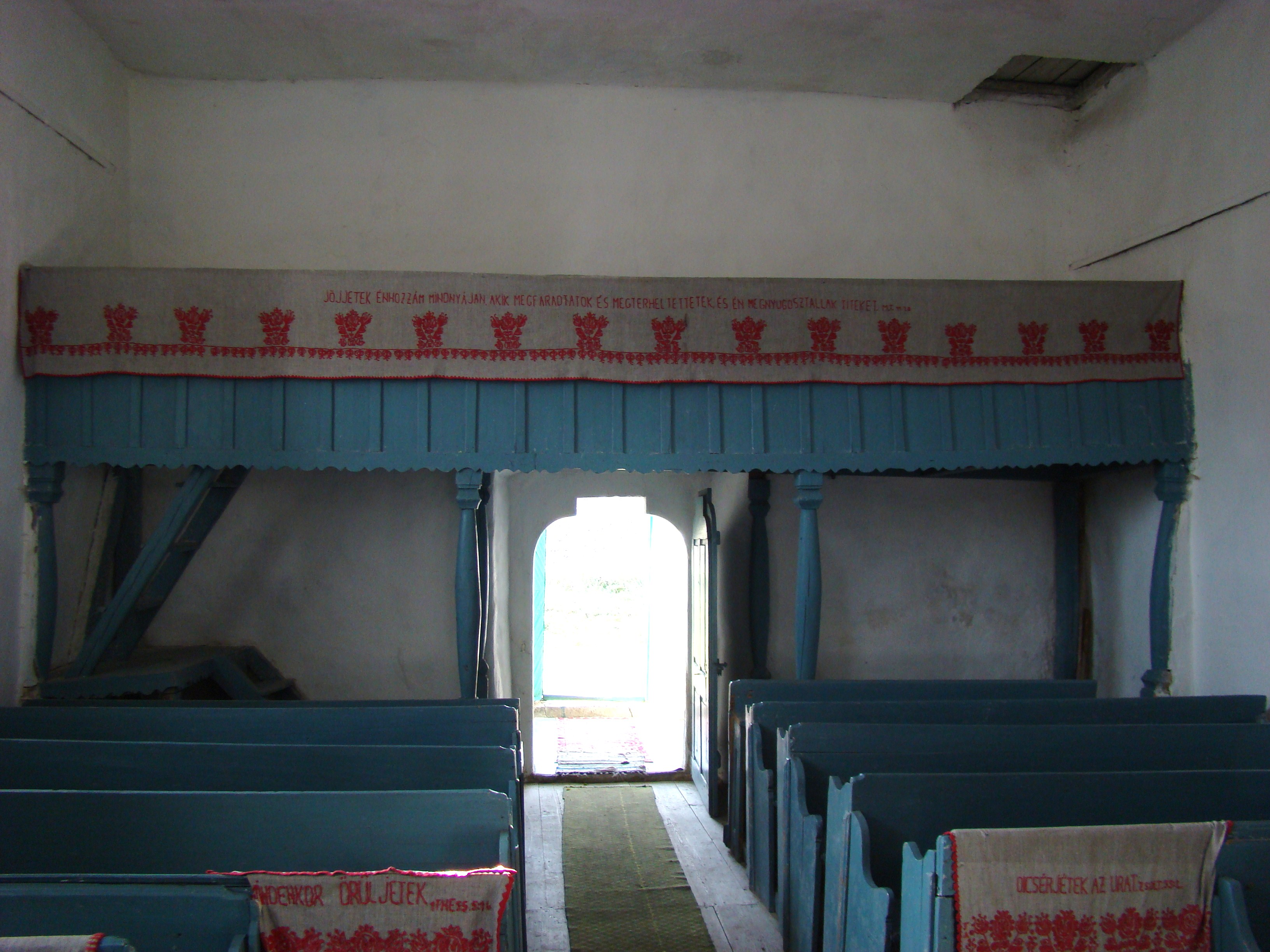
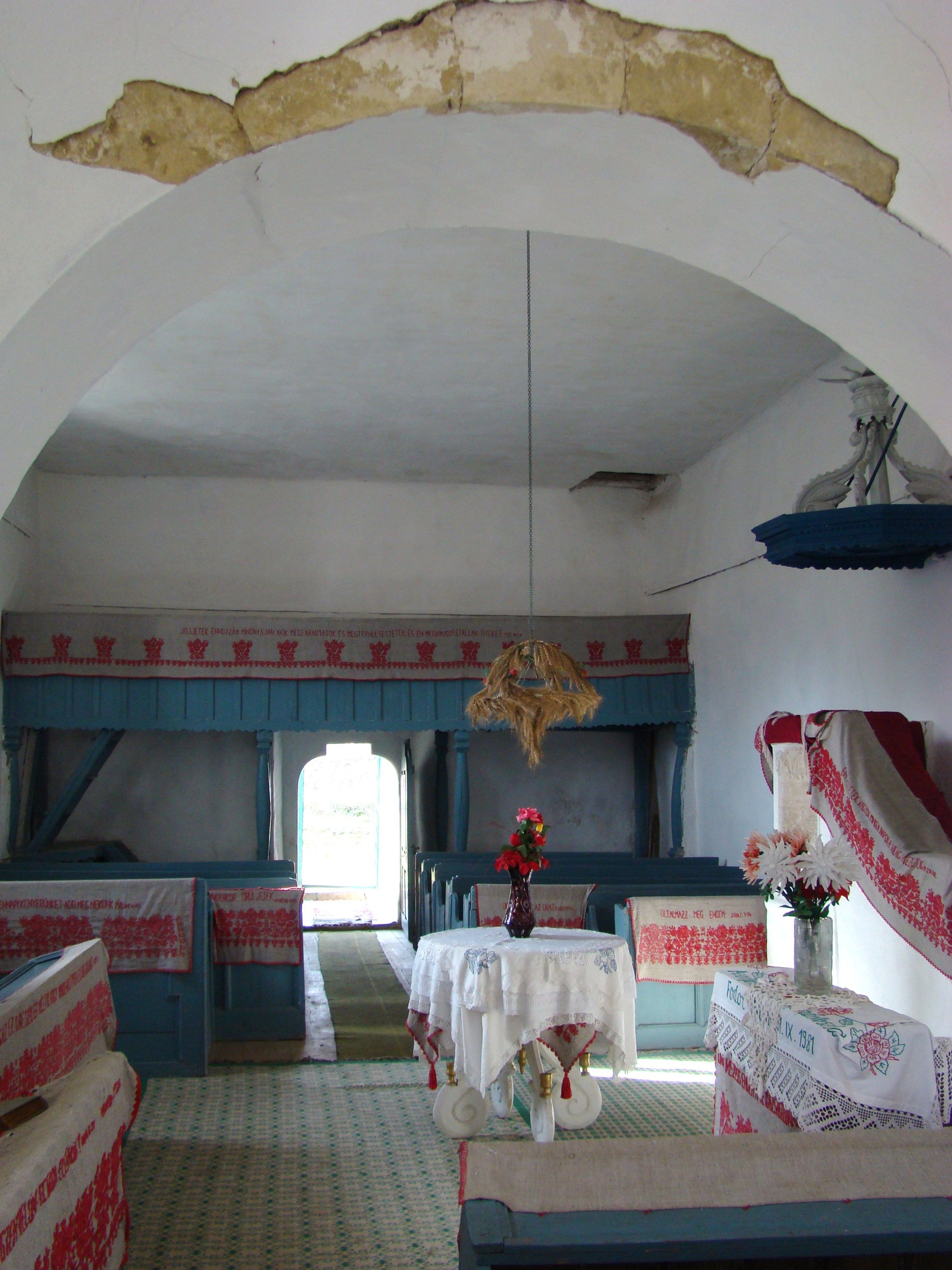
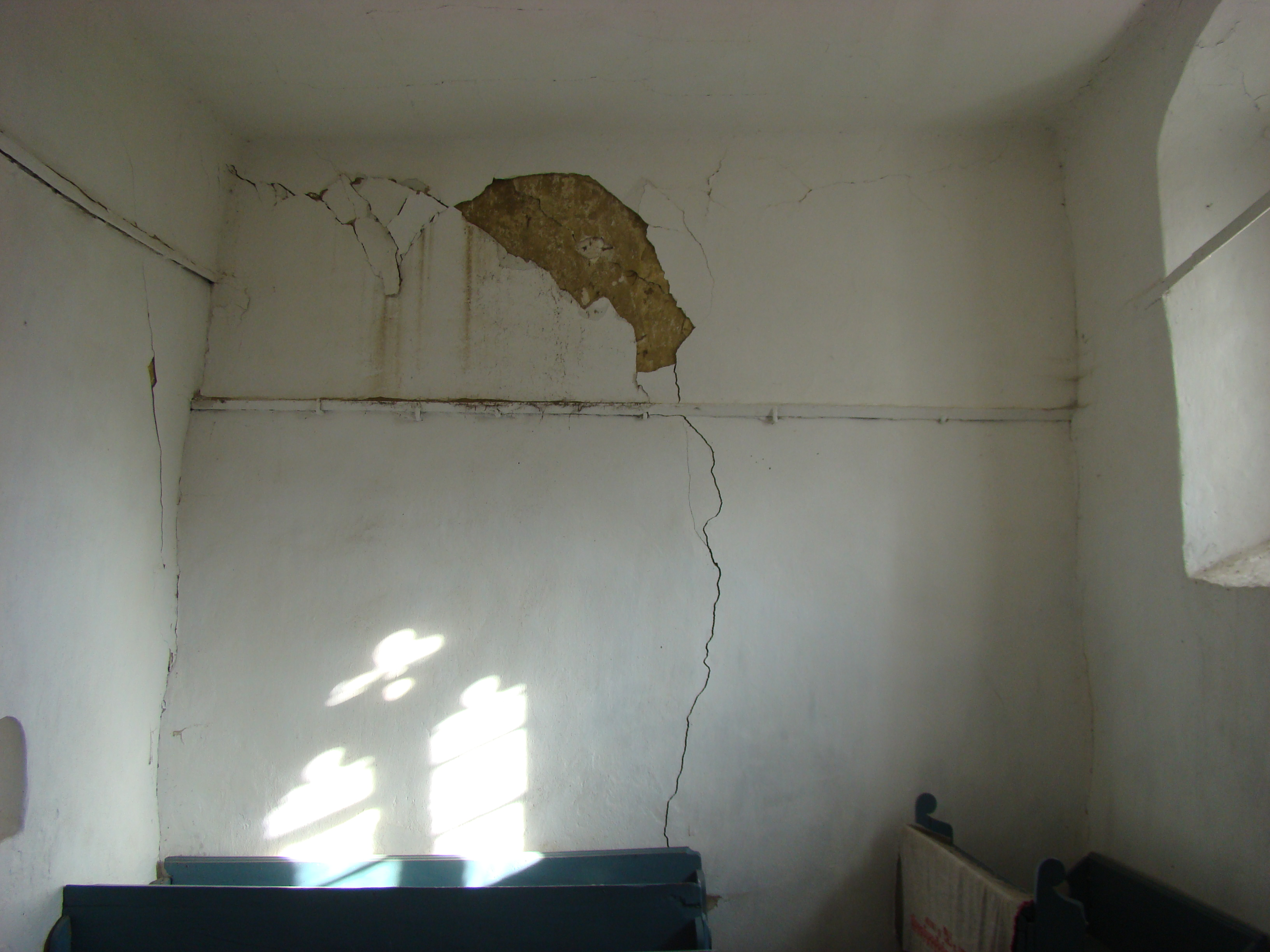
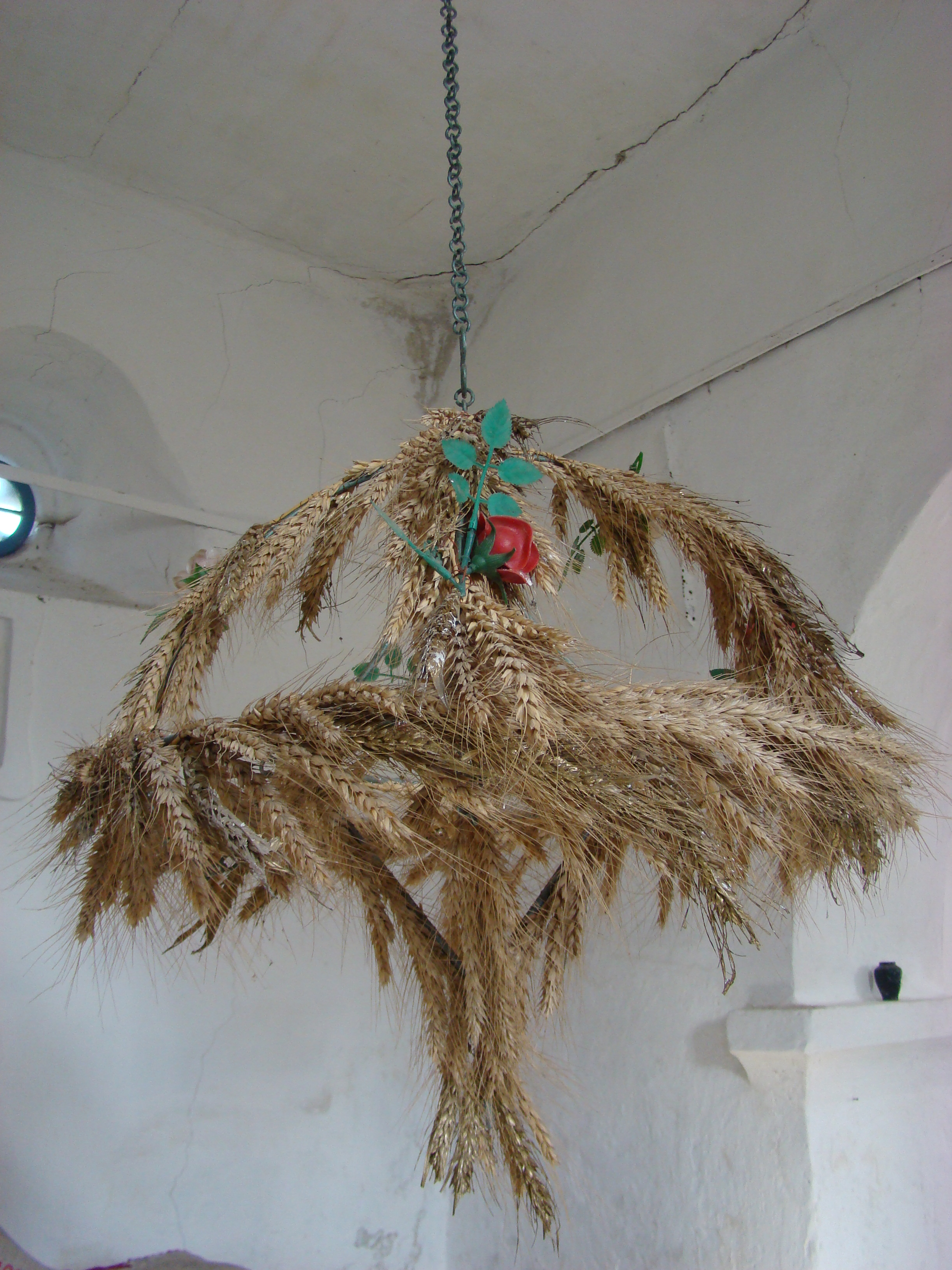
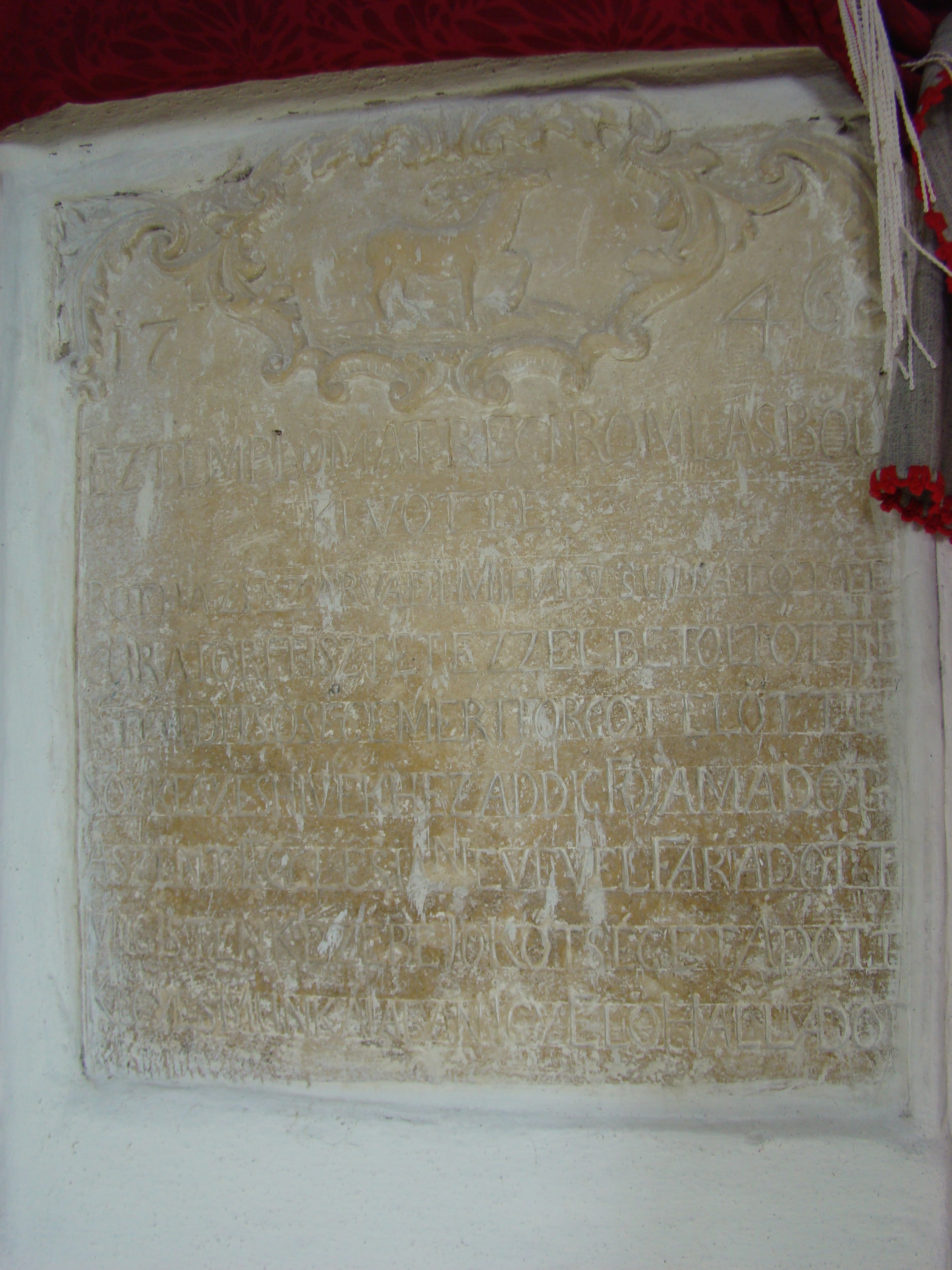
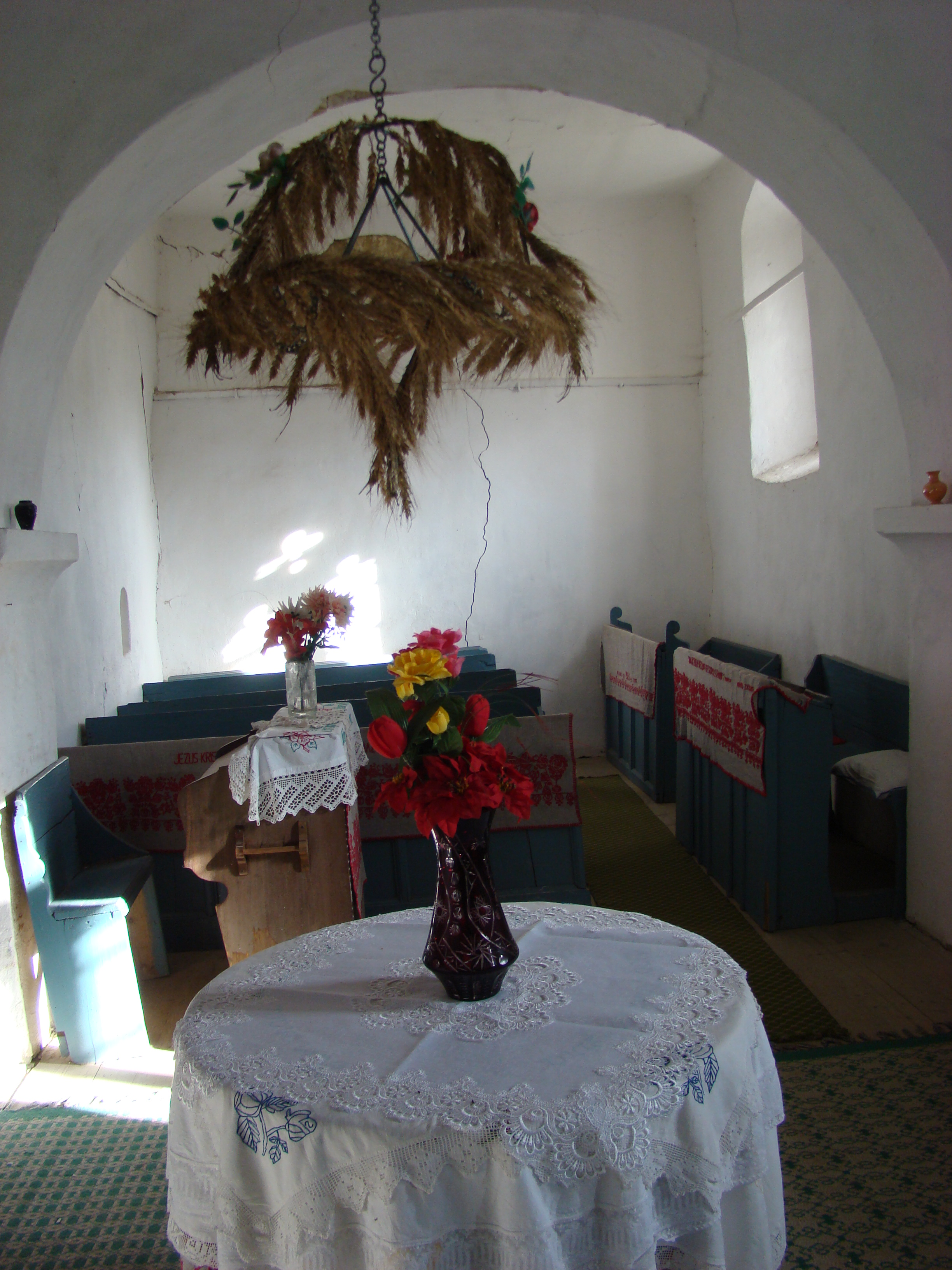
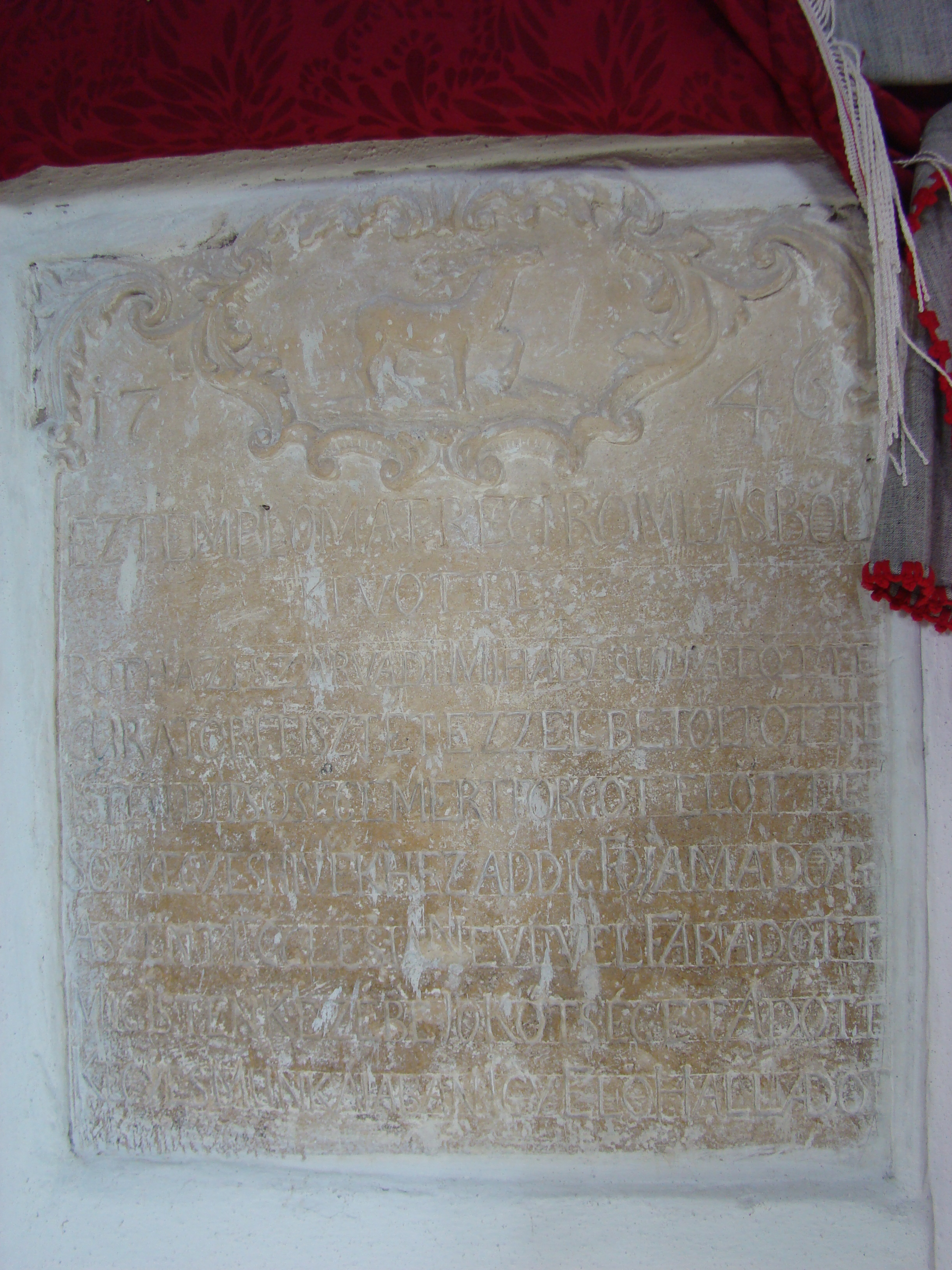
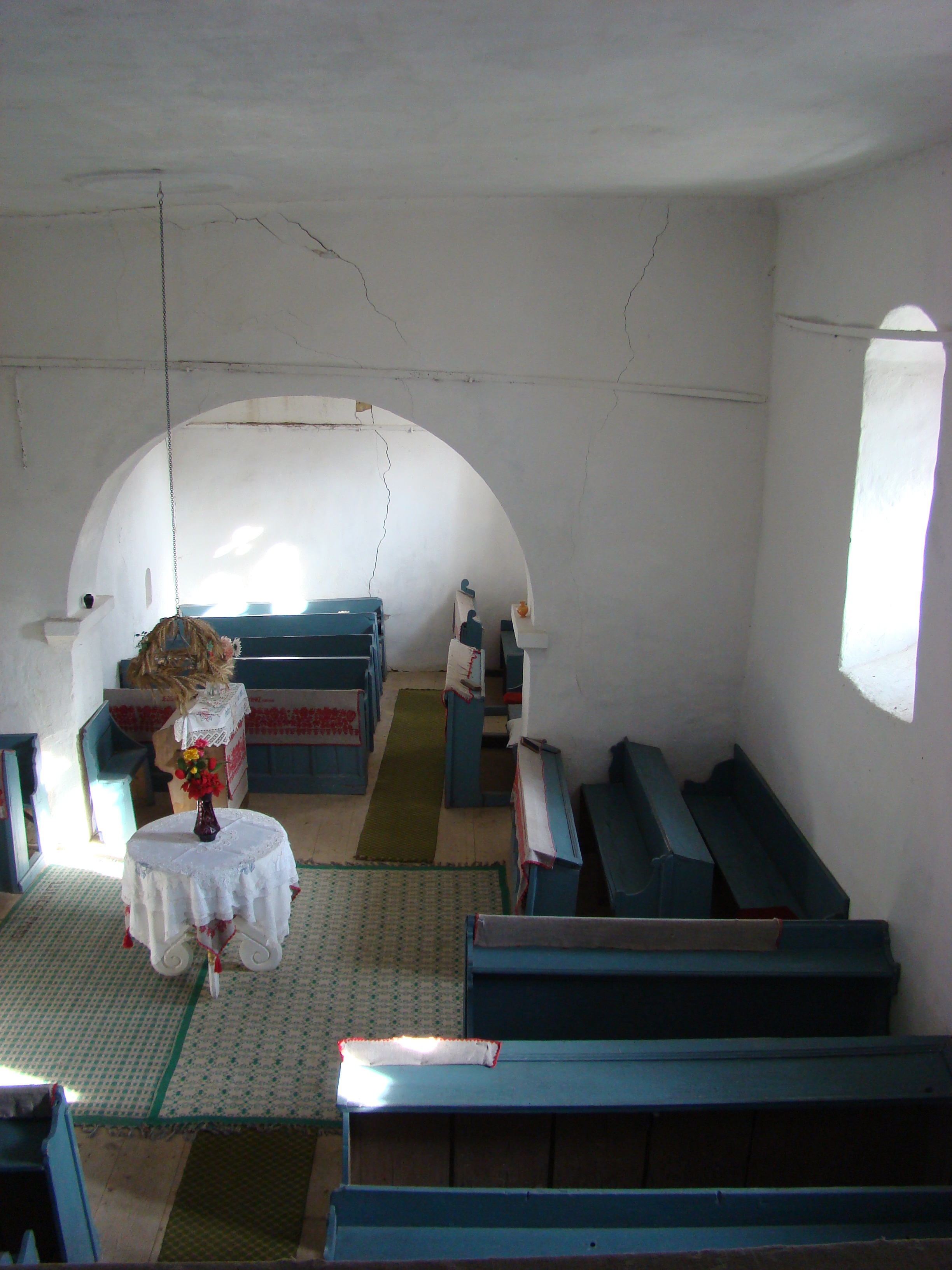
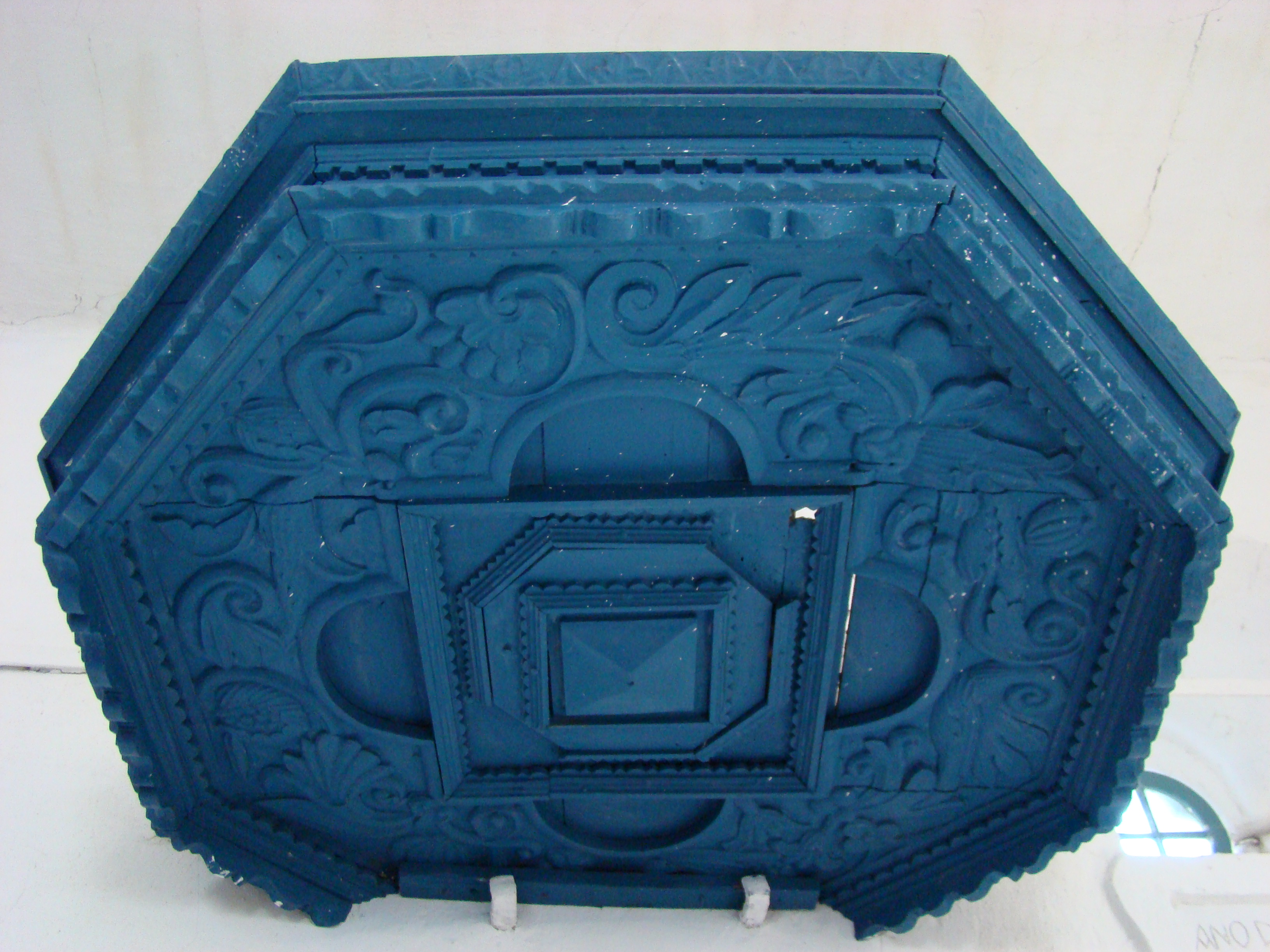
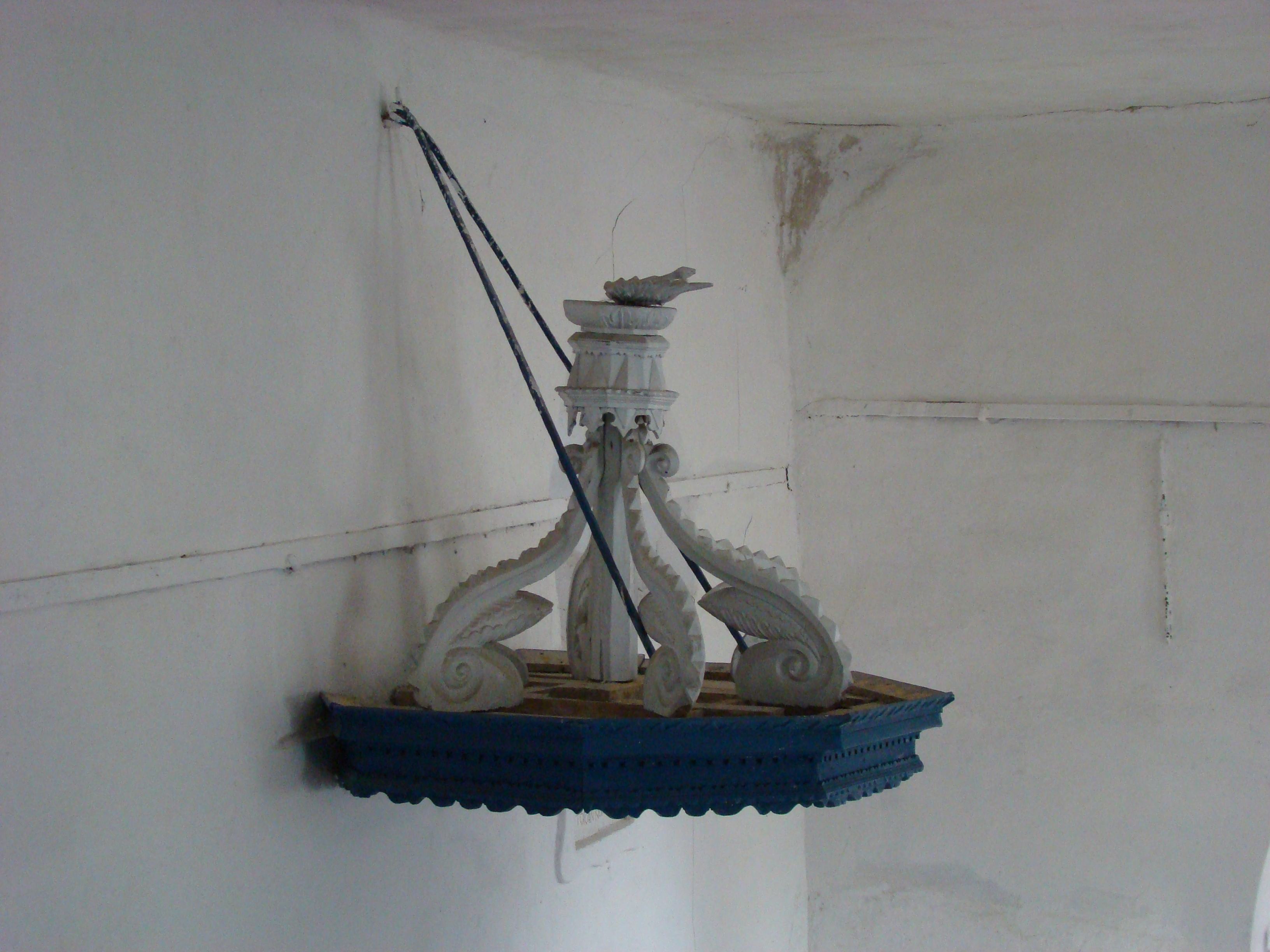
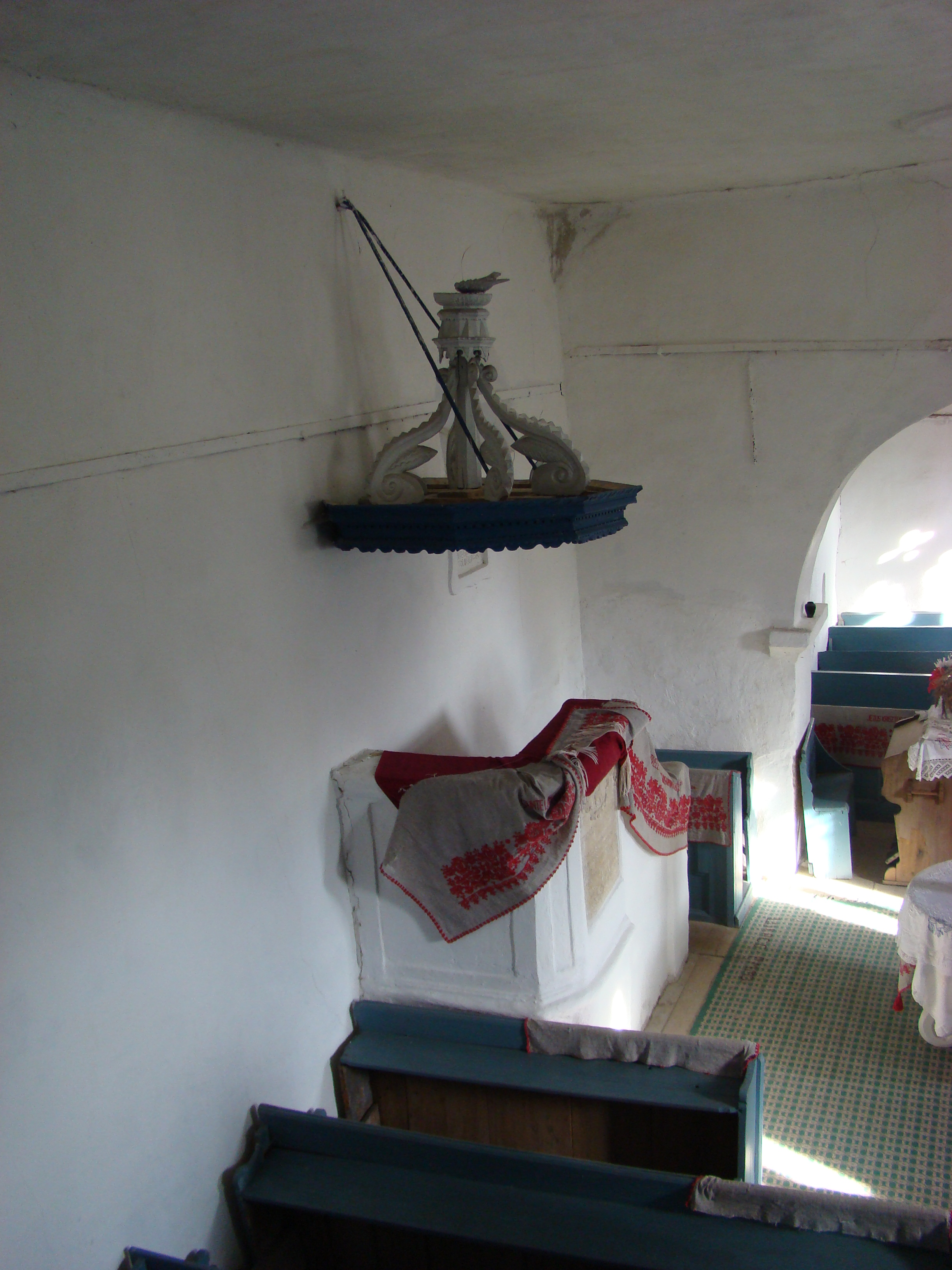
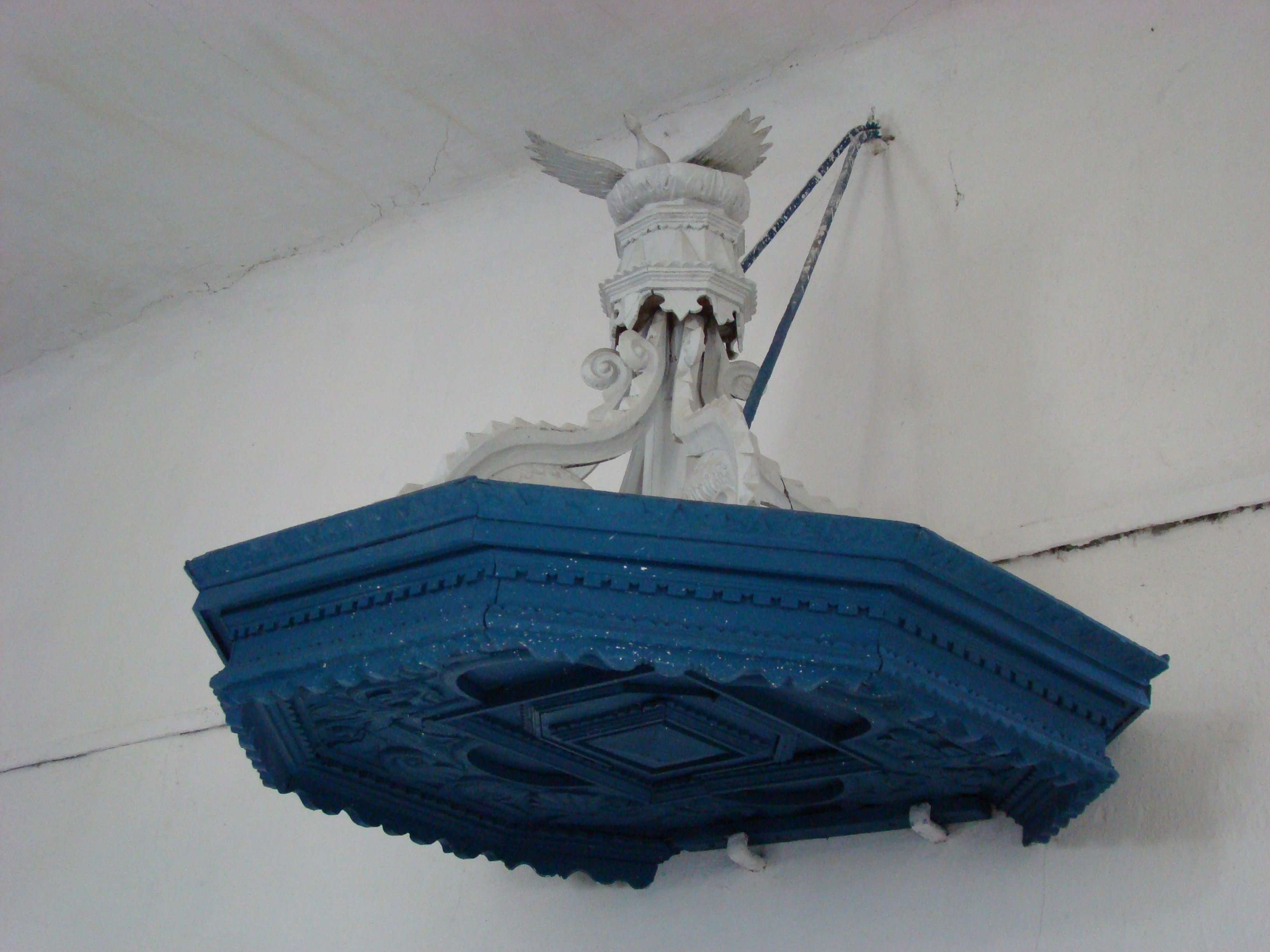
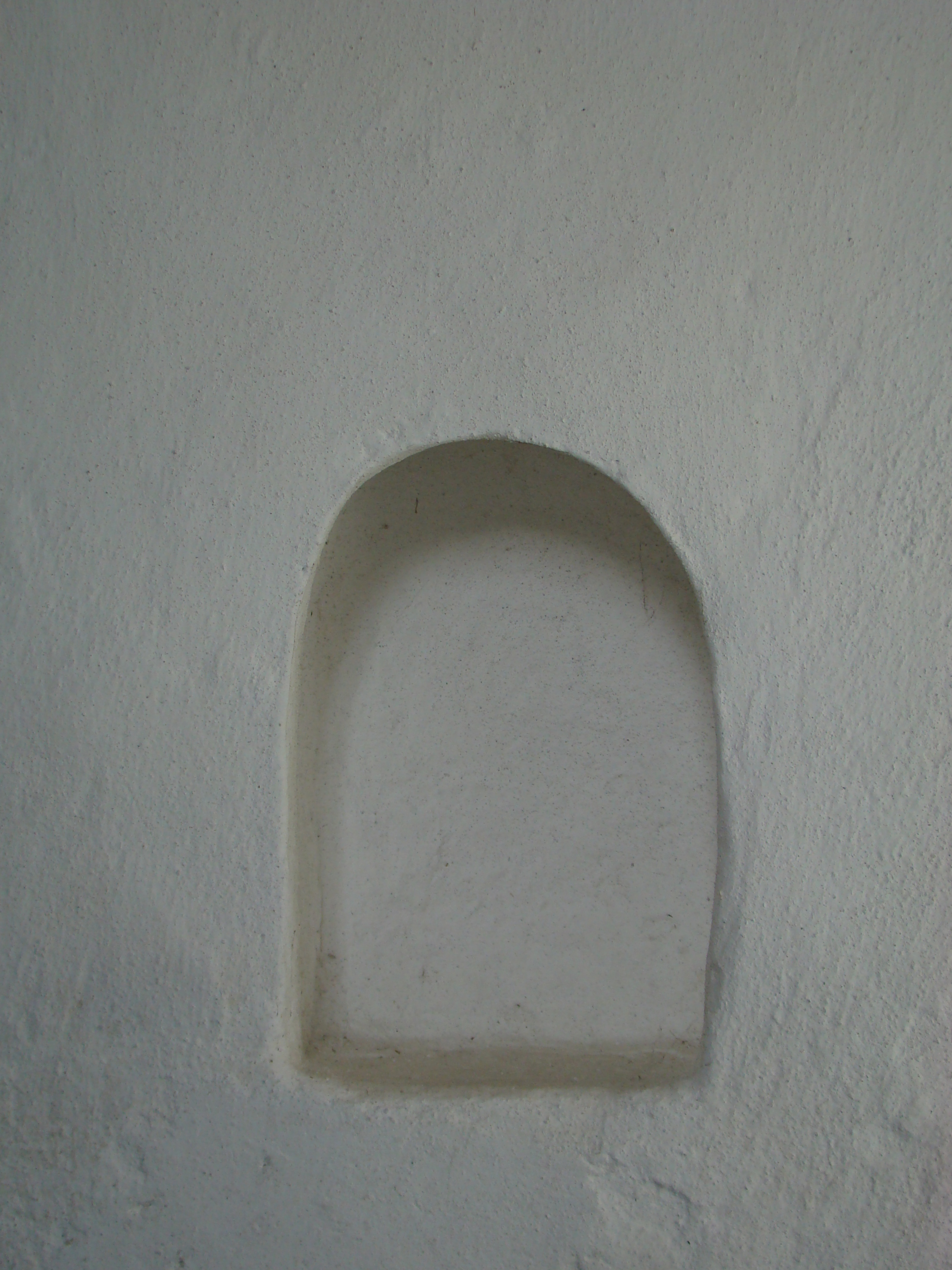
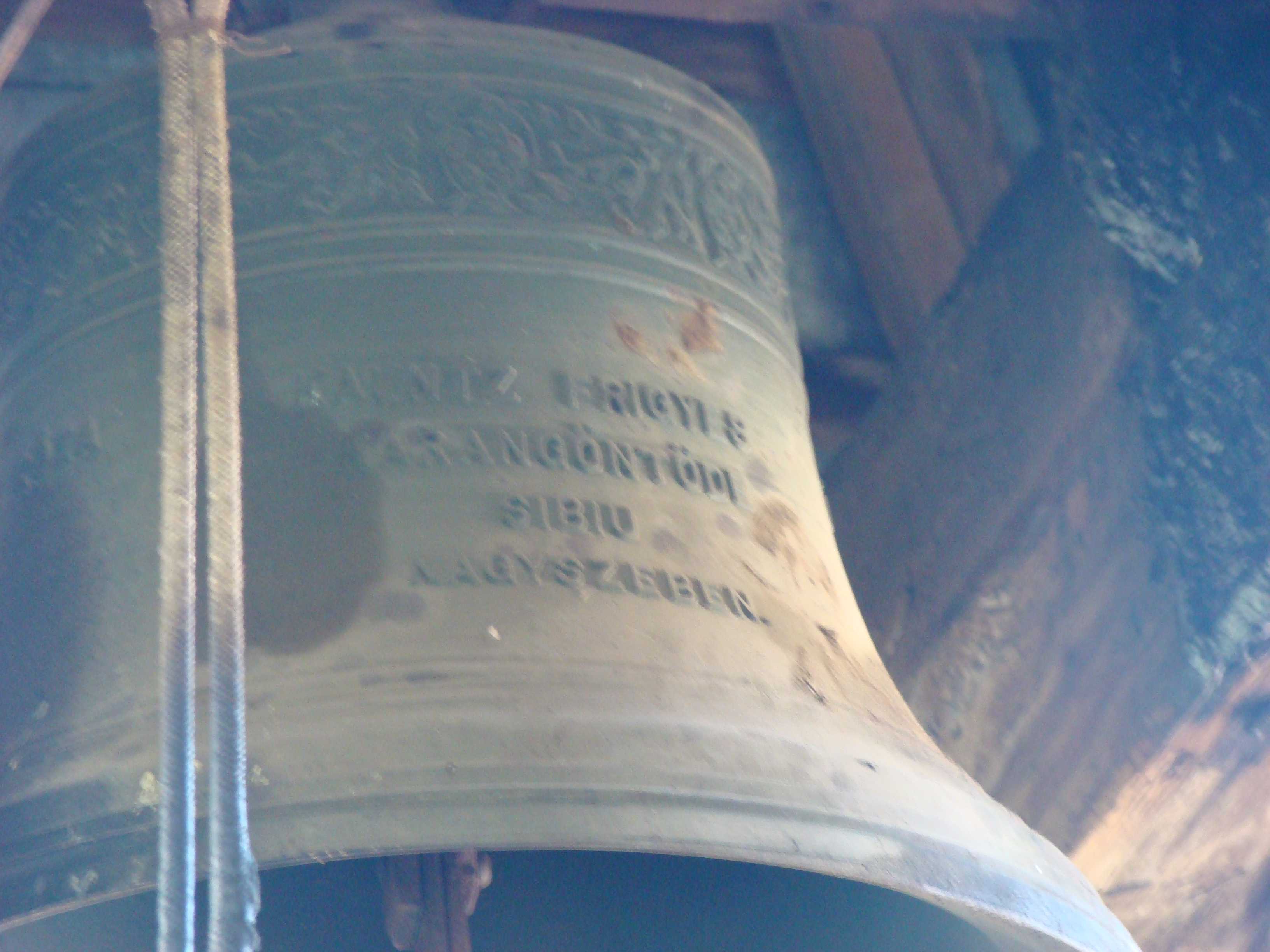
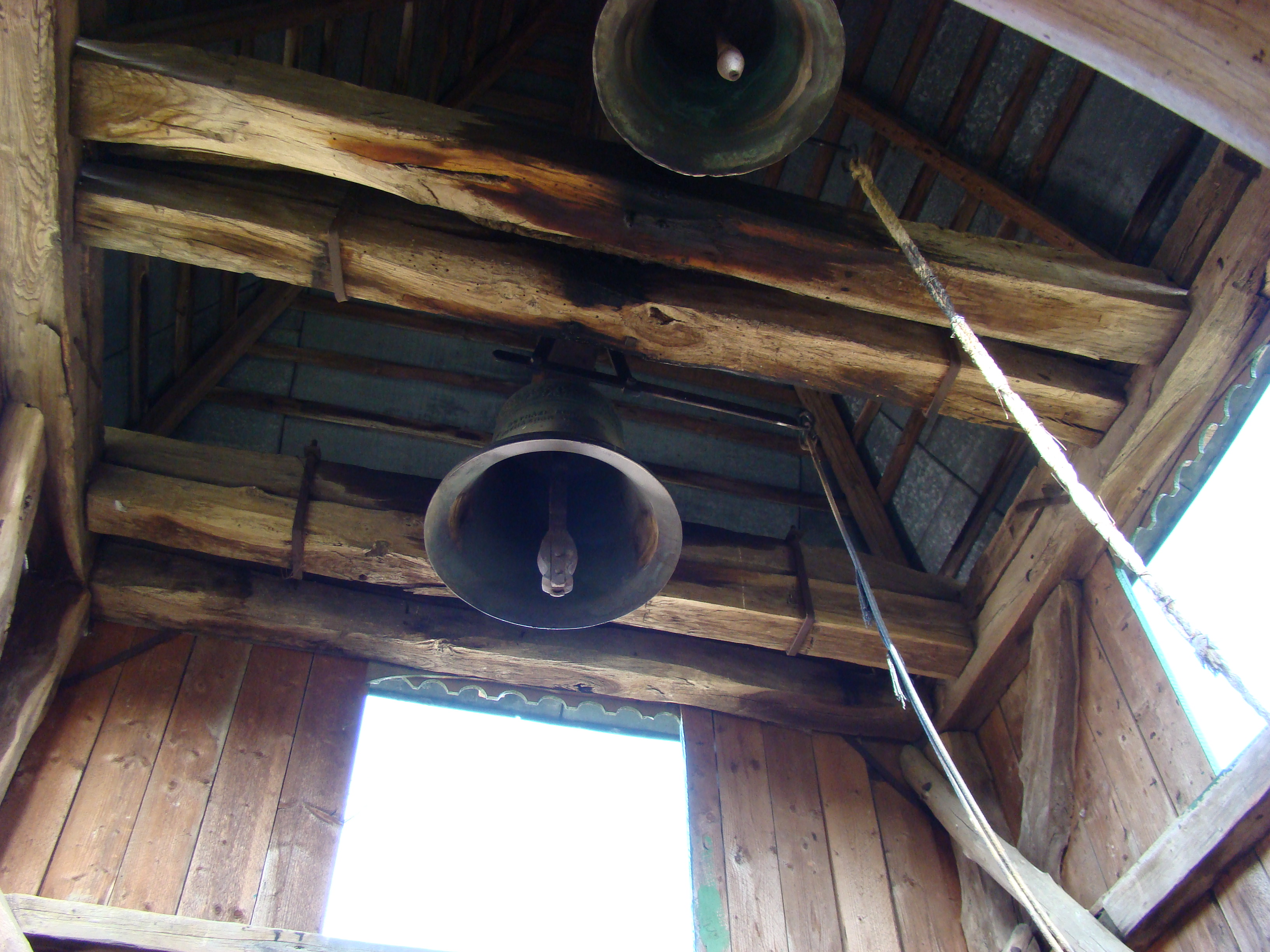